# Керування рухами первинною моторною корою
Керування рухами реалізується центральною нервовою системою через взаємопов’язану та розгалужену нейронну мережу, в якій моторні області кори головного мозку і особливо первинна моторна кора Поле 4 Бродмана, відіграють ключову роль в управлінні довільними, цілеспрямованими рухами.
Історично, нейрони моторної кори називались  «верхніми мотонейронами», вказуючи на те, що вони знаходяться тільки на один синапс вище від мотонейронів спинного мозку, які активізують скелетні м'язи. Вважалось, що як і мотонейрони, нейрони моторної кори містять детальну репрезентацію м’язів, а їх моторні команди полягають тільки в активації мотонейронів. Тому первинна моторна кора (М1) не розглядалась як більш складна чи важлива для довільних рухів структура ЦНС, аніж спинномозкові  «нижні мотонейрони»

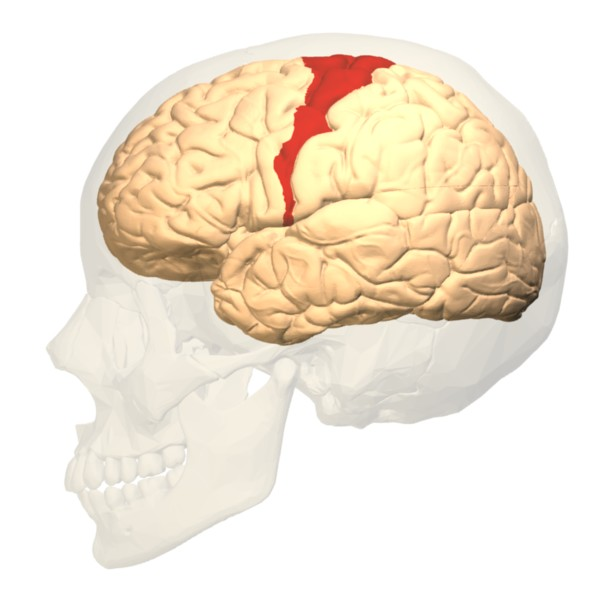
Первинна моторна кора (Поле 4 Бродмана)

Втім, накопичені протягом останніх десятиліть дані переконливо засвідчують, що первинна моторна кора (М1) є значно складнішою, а її керування довільними рухами істотно відмінними, від нейронної схематики спинного мозку.
Хоча первинна моторна кора відіграє ключову роль в керуванні довільними рухами, її нейрони мають зовсім інші функції, аніж мотонейрони  спинного мозку, чия єдина функція полягає в кодуванні координованої м’язової активності. М1 містить множину неоднорідних популяцій нейронів, які беруть участь в складних процесах перетворення абстрактних планів в конкретні моторні команди, які виконують рухи. На відміну від спинного мозку, М1 не є статичним відображенням конкретних м’язів та рухів частин тіла. М1 – це динамічна обчислювальна система, чия внутрішня організація та спинномозкові зв'язки перетворюють а) внутрішні сигнали про моторні наміри та б) вхідні сенсорні зворотні сигнали про поточний стан кінцівки в моторні вихідні сигнали.
Моторна кора була першою областю кори головного мозку для якої специфічна функція була визначена нейрофізіологічними експериментами Гітцігом та Фрічем ще в 1870 р. Але те, як вона залучена в керування рухами досі залишається не зрозумілим та дискусійним питанням.  Реєстрація нейронної активності протягом широкого діапазону моторних завдань виявила що, в первинній моторній корі наявний такий самий широкий діапазон моторних параметрів, з якими корелює нейронна активність: від руко-центричних просторових кінематик вищого порядку до суглобо-центричних сил, крутних моментів та м'язової активності нижчого порядку. Активність багатьох інших нейронів взагалі не вкладається в будь-який параметричний простір або систему координат.
Отримані за більш ніж сотню років вивчення функцій моторної кори знання допомогли нейробіологам та інженерам у створенні керованих корою протезів та нейрокомп’ютерних інтерфейсів, які дозволяють відновити моторні функції людей, що втратили кінцівки та паралізованих пацієнтів Однак, не дивлячись на ці значні знання про функції моторної кори та прогрес у їх застосуванні для протезування, розуміння того, як саме моторна кора репрезентує та генерує довільні рухи досі не є ясним та залишається проблемою запеклих дебатів серед нейробіологів.
На відміну від сенсорної системи, серед вчених досі немає згоди навіть щодо базових властивостей нейронного коду первинної моторної кори; згоди щодо того, якою є природа нейронних репрезентацій руху та їх реалізація в м’язовій активності, механіці кінцівок і моторній поведінці. Чи кодують одиничні нейрони (або популяція нейронів) в М1 високо інтегровані, цілісні рухи руки; положення цілі; швидкість рухів; відстань до цілі; величину м'язової сили; крутний момент; окремі м'язи або ж групу м'язів (синергію). Більше того, тривають дебати якою є сама природа нейронної активності в моторній корі: репрезентативною (подібно до кодування конкретних параметрів сенсорними областями кори) чи генеративною (подібно до координації та генерування рухів спинномозковими ритмічними нейронними схемами).
Зрозуміння нейронної репрезентації довільних рухів в моторній корі і того, як вона керує багатоманітним репертуаром моторної поведінки залишається одним з головних завдань сучасної нейробіології та необхідною умовою на шляху до побудови більш функціональних та стійких нейропротезів

## Моторна система та довільні рухи

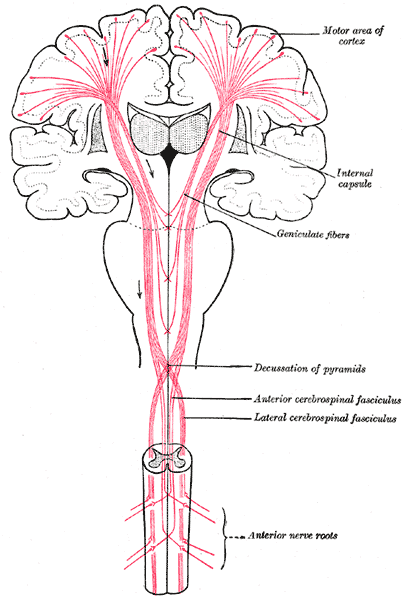
Кортикально-спинномозковий (пірамідний) шлях (tractus corticospinalis)

Сенсорні системи перетворюють фізичну енергію в нейронну інформацію, тоді як моторна система перетворює нейронну інформацію в фізичну енергію використовуючи команди, які передаються через стовбур мозку та спинний мозок до скелетних м’язів, що перетворюють нейронну інформацію в скорочувальну силу, яка генерує рухи кінцівок.
Те, як легко людина ходить, розмовляє та маніпулює об’єктами, породжує хибне уявлення, що координація рухів не є складним завданням для ЦНС, на відміну від мислення чи зору. Але насправді моторне керування довільних рухів не менш складний процес. Мозок повинен контролювати тіло та його рухи через складну м’язову систему, яка є надзвичайно надлишковою, нелінійною та ненадійною. Окрім того, для вправної та швидкої координації рухів у мінливому середовищу, мозок повинен спиратись на зворотну сенсорну інформацію, яка також є ненадійною та істотно затримується, часто приходячи надто пізно, щоб скерувати рух у мінливому середовищі внутрішню модель» (англ. forward internal model). Для подолання цієї затримки, моторна система формує пряму внутрішню модель (англ. internal forward model), що передбачає наслідки моторних команд та відповідно до них змінює рухи, хоча самі ці моделі є наближеними та вносять помилки у моторний контроль.
Попри притаманні моторній системі складність, нелінійність, невизначеність та багато ступенів свободи, вона діє точно, гнучко та здатна швидко адаптуватись. Якщо сучасні роботизовані системи та обчислювальні машини випереджають людину в складних логічних та математичних операціях, вони майже не спроможні виконувати чи вкрай складно виконують ті моторні завдання, які є для людини рутинними, як то хода, досягання руками та маніпуляція об’єктами. Очевидна причина такої вправності людини криється не так в скелетно-м'язовій системі, як в складних механізмах моторного керування цією системою, які забезпечує кора головного мозку. Цю різницю влучно виразив видатний англійський приматолог та лікар Джон Нейпір в його відомій науково-популярній книзі «Руки»:
|  | Руки людини характеризуються надзвичайним рівнем примітивності. Приголомшливий висновок, враховуючи їх спеціалізовані рухи, їх гостру чутливість, точність, гнучкість та виразність…Існує пояснення цього очевидного парадоксу між спеціалізованістю та примітивністю. Сама по собі рука походить із простацького роду, але що її ставить серед вельмож —– це її зв’язки із вищими центрами мозку…Тому можна погодитись, що тоді як нервова система людини є вельми спеціалізованою, наші руки, які зберігають багато з успадкованих рис і здобули надто мало нових, є винятково примітивними. («Hands»,1993) |

Однак, беручи до уваги складну біомеханіку скелетно-м'язової системи, моторне керування не є відокремленим чи досконалішим від механізмів (кінцівок), якими воно керує. Істотна різниця між сенсорними нейронними обчисленнями та моторними полягає в тому, що останні не пов’язані суто з обробкою інформації, але також із проблемою керування. Між моторною поведінкою та нейронними обчисленнями знаходиться складна біомеханіка кінцівок, яка значно ускладнює процес прямого співвідношення між моторним наслідком та його нейронною причиною. Біомеханічні властивості кінцівок є невід’ємною частиною моторного керування, тому без їх включення в аналіз керування рухами моторною корою є неможливим розуміння, як моторна система планує, спрямовує та виконує довільні рухи.
З іншого боку, складність біомеханічних властивостей кінцівок припускає наявність не менш складного моторного керування, яке еволюціонувало разом з скелетно-м'язовою системою і невід’ємне від неї. Однак, деякі впливові теорії моторного керування, на основі вивчення рухів з одиничними суглобами і припущення, що скелетні м’язи мають подібні до пружини властивості, постулювали, що така м’язова система є достатньою для організації складних довільних рухів, без необхідності залучення складних форм кортикального моторного керування.
Також за аналогією з пасивною динамікою ходьби роботів, в яку не залучено ніякого складного моторного керування, деякі дослідники припускали що, виконання довільних рухів так само може бути пояснене із динамічних властивостей самої скелетно-м'язової системи, де моторні кортикальні команди відіграють тільки роль приведення в дію цього складного механізму. Відповідно до такого підходу, механіка довільного руху, периферійні властивості кінцівки більш складні і важливі для розуміння виконання рухів, аніж моторне (кортикальне) керування рухом.
Однак, подібно до зведення керування довільними рухами тільки до нейронних процесів в моторній корі, увага тільки до біомеханічних властивостей скелетно-м'язової системи не враховує складні функції м’язів, які не є механічними пружинами та нелінійно відображають нейронні процеси.. Окрім того, протягом довільних рухів кінцівки задіяні більше ніж один суглоб, що породжує складні динамічні взаємодії, оскільки рух в одному суглобі впливає на рухи в інших суглобах, потребуючи складного моторного керування, яке б здатне було вирішити проблеми оберненої кінематики та динаміки, які виникають саме із складних біомеханічних властивостей кінцівок.

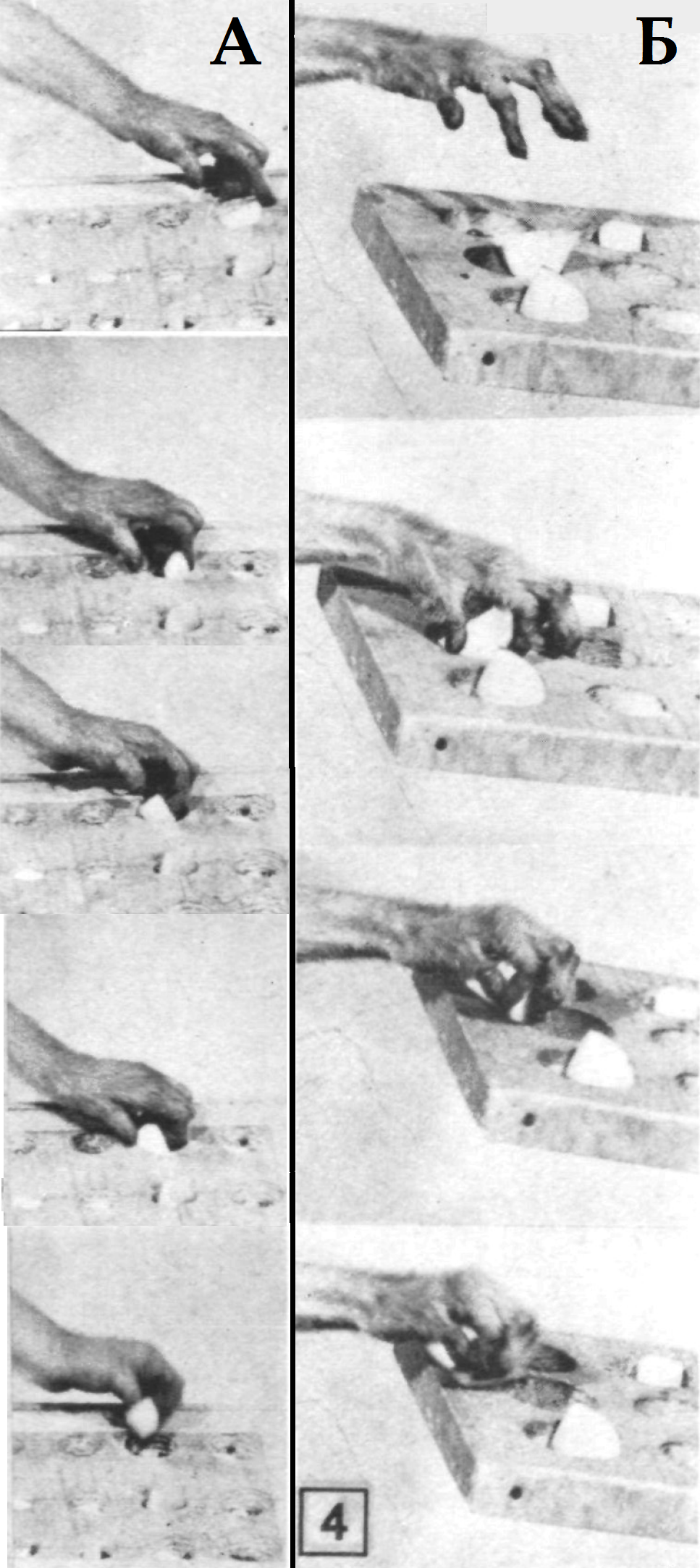
Класичне дослідження, як ураження пірамідного шляху в М1 унеможливлює виконання вправних хапальних рухів мавпою. А. Мавпа здатна нормально виконувати індивідуальні рухи зап'ястя і пальців щоб вийняти їжу з маленького отвору. Б. Після поперечного розтину пірамідного шляху, мавпа може вийняти їжу тільки незграбно схоплюючи її всією кистю руки. Ці зміни пов'язані, головним чином, з втратою прямих сигналів від кортико-мотонейронних клітин в спинномозкові мотонейрони.

### Анатомічно-фізіологічні властивості М1 та вправні рухи
Розвиток у примат прямої, моносинаптичної проєкції на спинномозкові мотонейрони дозволив М1 керувати вправними рухами кисті та пальців руки в унікальний спосіб. Саме ці моносинаптичні проєкції із М1 в спинний мозок надали рухам вищих примат характерної спритності та гнучкості у виконанні повсякденних рухів руки.
Порівняльне дослідження 22 видів ссавців виявило, що розвиток та ускладнення моторно-зорової координації, разом з вправністю пальців, супроводжується збільшенням області неокортекса та кількістю кортикальноспінальних проєкцій. На основі цього британський нейробіолог Роджер Лемон (англ. Roger Lemon) припустив, що протягом еволюції мозку приматів, двома ключовими факторами, які оптимізували нейронні структури їх моторних систем для керування вправними моторними рухами, були: а) панівна роль кортикоспінального шляху та б) розвиток прямих, кортико-мотонейронних зв’язків. Останній фактор дозволив моторним командам оминати негнучкі спинномозкові сегменти, які фільтрують та уповільнюють моторні сигнали, та безпосередньо впливати на мотонейрони, які збуджують м’язові групи для вправних довільних рухів рук та пальців.
Ключову роль в інтеграції сенсорних сигналів з внутрішніми планами для генерації довільних моторних команд відіграє кора головного мозку. В корі існує понад 12 областей, які обробляють інформацію, пов’язану з рухами досягання та хапання верхніми кінцівками. Ці області поширені вздовж фронтальних та тім’яних доль кори, серед яких провідну роль в керуванні довільними рухами займає первинна моторна кора (М1).
Фокальні ураження М1 зазвичай приводять до слабкості м'язів, повільних та неточних рухів, як і до порушень координації рухів. Значні ураження М1 призводять до серйозних ускладнень довільних рухів та гострого паралічу, тоді як, напр., ураження дорсальної премоторної кори чи додаткової моторної області позначаються тільки на затримці моторних дій та стратегіях моторної поведінки, але не на керуванні рухами в реальному часі.. Як показали класичні дослідження Пенфілда, електрична стимуляція саме первинної моторної кори найшвидше викликає рухи кінцівок.
В М1 надходять сигнали від багатьох кортикальних та субкортикальних областей: сомато-сенсорна інформація надходить до М1 від первинної сомато-сенсорної кори (С1), області 5 тім'яної кори та мозочка. М1 має також тісний зв'язок з моторною периферією, від якої отримує суміш сенсорних сигналів, а багато моторно-кортикальних нейронів реагують на пасивний рух суглобів чи дотик до шкіри..
Крім того, М1 робить найбільший внесок у кортикоспінальний (пірамідний) шлях, який генерує довільні рухи,  оскільки більшість низхідних сигналів із кори проходять через спинномозкові інтернейронии. А деякі нейрони М1 (кортико-мотонейронні (КМ) клітини) утворюють синаптичні зв’язки безпосередньо з α-мотонейрониами, дозволяючи М1 мати прямий та вибірковий вплив на м’язову активність. Також нейрони в М1 починають активуватись за 80-100 мілісекунд (мс) до початку м’язової активності та руху кінцівки, що свідчить про їх причинну роль у генеруванні рухів..
Саме з огляду на ці властивості, первинна моторна кора називається «первинною» і відіграє ключову роль у керуванні довільними рухами. 

### Довільний рух
Серед трьох широких, взаємопов’язаних класів рухів (довільні, рефлекси та ритмічні моторні патерни), які генерує моторна система, довільні рухи верхніх кінцівок (від дельтоїд до кисті руки) є найбільш складними. По-перше, довільні рухи є умисними: можуть бути ініційовані у відповідь або на зовнішній стимул або на вольовий стимул. По-друге, довільні рухи є цілеспрямованими. По-третє, довільні рухи в більшості є результатом навчання і удосконалюються з практикою, після чого вони можуть стати автоматичними та не потребують свідомого контролю.
Довільний рух — це рух, який може бути ініційований чи припинений за вольовим бажанням. Це відрізняє довільні рухи від не-довільних рухів, які є результатом рефлекторної дуги та не можуть бути ініційовані чи припинені за бажанням. Подібне визначення розходиться з десятиліттями класичних досліджень первинної моторної кори, які виявили множину параметрів руху, з якими корелює її нейронна активність. Однак таке визначення довільного руху узгоджується з дослідженнями останніх років та стрімким розвитком технології нейрокомп’ютерних інтерфейсів, відповідно до яких, нейронна активність в первинній моторній корі може змінитись, при цьому не обов'язково приводячи до вихідних моторних сигналів, що збуджують м'язи чи ініціюють рух кінцівок, які вони при звичних обставинах контролюють.

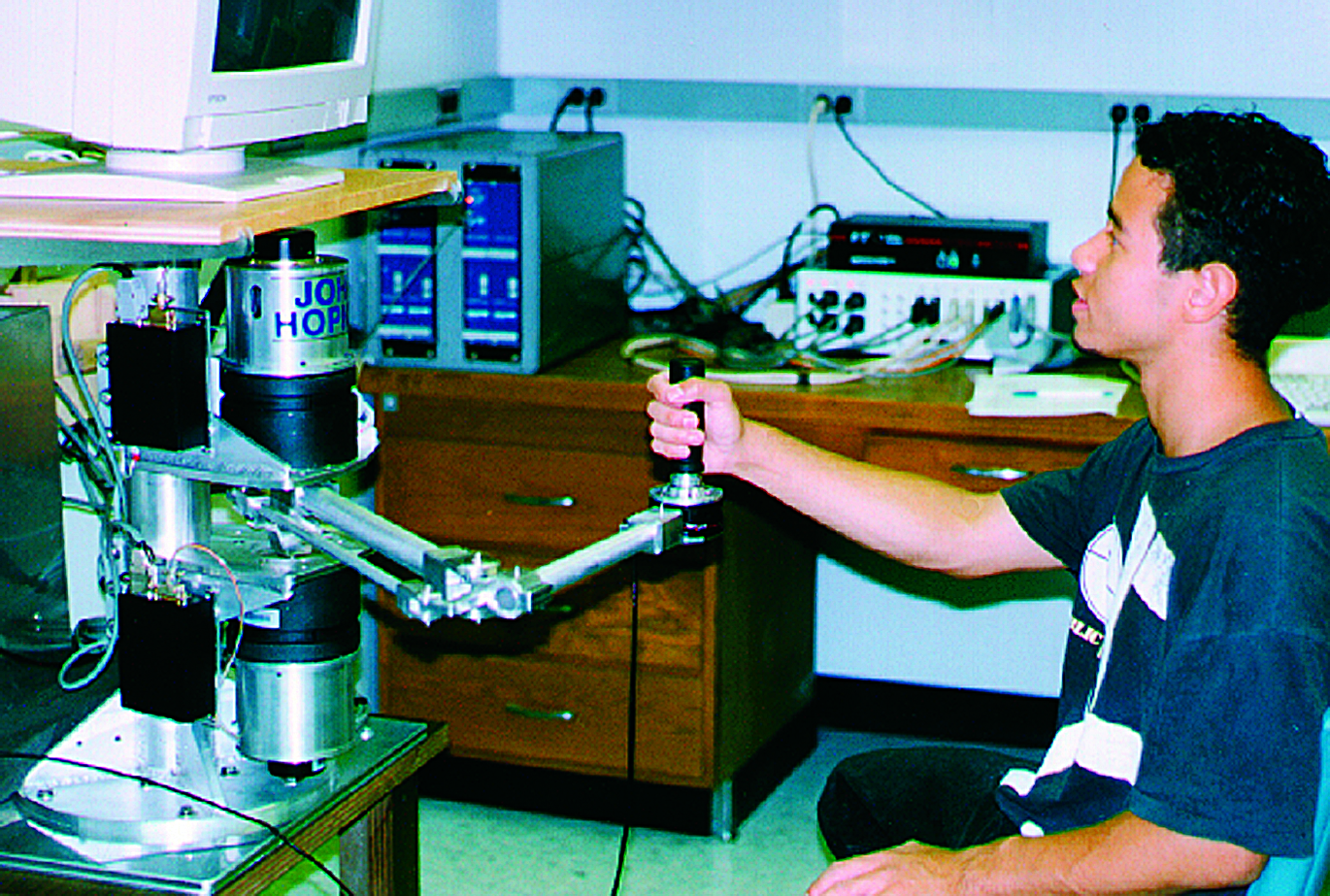
Типовий психофізичний експеримент для вивчення керування довільними рухами. Суб'єкт дивиться на монітор комп'ютера і відстежує на ньому рух цілі рухаючи маніпуляндум подібно до руху цілі.

Вже перші дослідження нейронної активності в М1 виявили відмінність між нейронами кори та мотонейронами спинного мозку. Зокрема, мотонейрони, раз активізувавшись, необхідно збуджують м’язи, тоді як нейрони М1 (перш за все нейрони пірамідного шляху) можуть бути активними, навіть коли мотонейрони «мовчать». Коли людина розслаблена і багато її скелетних м’язів в спокої, то так само мовчать і мотонейрони, які їх іннервують, тоді як в М1 області руки нейрони пірамідного шляху проявляють різноманітну активність.
Під час навченої затримки ініціювання руху, в М1 присутні зміни нейронної активності, які, однак, не приводять до руху. Затримка цієї нейронної активності, без її трансляції в рух, і є тим, що робить рух довільним. Довільні рухи готуються ще до того, як вони генеруються. Так само і зміни в нейронній активності первинної моторної кори, що відображають процес підготування до руху, відбувається до настання руху, відіграючи ключову роль в генеруванні рухів, а їх порушення призводить до затримки настання руху.
На відміну від спинного мозку, нейронна активність в моторній корі є гнучкою та може навіть бути відокремлена (дисоційована) від руху кінцівки, що було продемонстровано ще в ранніх нейрофізіологічних експериментах: використовуючи оперантне навчання, можна навчити одиничні кортико-мотонейронні нейрони корелювати чи декорелювати із заданим конкретним м’язом, навіть коли між цим нейроном та м’язом існує моносинаптичний зв’язок. В  цих експериментах, мавпам показували їх власну нейронну активність і винагороджували, коли вони могли за вольовим бажанням збільшити/зменшити частоту розряду цього нейрону, уможливлюючи збільшення/зменшення зв’язку між частотою розряду та м’язовою активністю. В пізніших експериментах також було показано здатність людей до вольової регуляції частоти розрядів власних нейронів в моторній корі.
Роль подібного механізму декореляції у генерації довільних рухів стає зрозумілою у світлі нових досліджень, в яких протягом підготування мавпою до руху, - коли присутня нейронна активність в М1, але вона не приводить до активації м'язів, - розряди одиничних нейронів премоторної кори та М1 можуть анулюватись на рівні активності нейронної популяції. Подібна активність нейронів, які мають зв’язки з м’язами, дозволяє моторній корі запобігти їх іннервації протягом підготовки до руху та модулювати комунікацію між моторними областями кори, готуючи точніші рухи.
Також, на відміну від стійкої та тісно пов’язаної нейронної схематики спинного мозку, нейронна активність в первинній моторній корі швидко змінюється під впливом моторного навчання, як під час природних рухів, так і навчаючись керувати нейропротезами, хоча і не без обмежень. Подібна здатність нейронів в М1 відмежовуватись від руху кінцівки, активації м’язів та швидко навчатись нових рухів дозволяє довільно призначити таким нейронам контроль конкретним ступенем свободи. Напр., мавпи могли використовувати М1 одиничні нейрони, щоб через електричний стимулятор безпосередньо (оминаючи низхідні нейронні зв’язки мозку) збуджувати тимчасово денервовані (позбавлені нервової іннервації) м’язи кисті руки і генерувати двонаправлені крутні моменти; навіть коли ці М1 нейрони не виявляли ніякого відношення до руху кисті перед денервацією.
Тож планування, формування та генерування довільних рухів моторною корою постає, як когнітивний процес, а не як миттєва механічна реакція у відповідь на зовнішній стимул./>

### Нейронні кореляти довільних рухів
На нейронному рівні навіть прості довільні рухи, як напр. досягання за філіжанкою кави, включають три складні нейронні процеси: ідентифікація та локалізація цілі; планування дії; виконання руху досягання. Спочатку ЦНС ідентифікує філіжанку серед інших об’єктів та локалізує її положення в просторі. Потім вибирається план дій, які піднесуть філіжанку до губ. Моторний план повинен визначати конкретний шлях  (послідовні положення руки в просторі, тобто геометричну криву руху) та траєкторію (швидкість руху вздовж даного шляху). Для визначення того, які частини тіла будуть потрібні та в якому напрямку, якою траєкторією вони будуть рухатись, положення філіжанки повинне оцінюватись ЦНС у відношенні до положення кисті руки та тіла. Після цього реалізується рух руки: команди моторної кори через низхідні шляхи стовбура головного мозку передаються до кінцевої спільної цілі – мотонейронів. Кортикальні команди визначають часову послідовність м’язової активації, сили, які потрібно згенерувати, та зміни кутів суглобів; кут суглобу керується моторною корою через активацію м'язів, що генерують відповідні крутні моменти в суглобах. Крім того, під час рухів досягання, кисть та пальці повинні бути орієнтовані таким чином, щоб точно схопити філіжанку, при цьому координуючи рухи плеча та руки із рухами зап'ястя та пальців в такий спосіб, щоб філіжанка була схоплена без затримки. Ці три фази довільних рухів керуються різними областями кори головного мозку, хоча не є суто прив’язаними до них і можуть виконуватись однією і тією ж областю: задня тім’яна кора відіграє активну роль в ідентифікації цілі; премоторна кора планує дії, а первинна кора їх виконує.
Отож, при реалізації довільних рухів, моторна кора, окрім скорочення м'язів, повинна виконувати ряд інших завдань. 1) Моторна система повинна передавати точно синхронізовані команди не тільки до одної групи м'язів, але до багатьох груп, оскільки навіть простий рух підняття руки включає рух кількох різних суглобів. 2) Моторна система, ґрунтуючись на сенсорній інформації про положення цілі в просторі, повинна формувати, вибирати та підготовляти цілі та паралельні стратегії руху, перетворюючи інформацію про ціль з сенсорної, зовнішньої системи координат у внутрішню, відповідну для скелетно-м'язової системи. 3) Моторна система повинна брати до уваги стан кінцівок: механічну організацію м’язів, кісток та суглобів. Під час кожного руху, моторна система повинна регулювати свої команди для компенсації інерції кінцівок, взаємодії крутних моментів, впливу сил Коріоліса, гравітації, зовнішніх силових полів та механічної організації м'язів, кісток та суглобів, які рухаються.
Для інтеграції цих властивостей у довільний рух, моторна система спирається на три ключові та взаємопов’язані організаційні властивості: 
1. Моторна система використовує безперервний аферентний (доцентровий) потік сигналів, які надходять з різних типів сенсорних систем і містять інформацію про зовнішній світ, положення та орієнтацію тіла та кінцівок, ступінь скорочення м’язів. Завдяки цій інформації, ЦНС формує внутрішні репрезентації біомеханічних і фізичних властивостей тіла, їх положення в середовищі, вибирає відповідну моторну команду та регулює поточні рухи.
2. Для формування довільних рухів в мінливому середовищі та з запізнюючимися сенсорними сигналами, моторна система використовує еферентний (відцентровий) потік інформації, що складається із моторних контрольних сигналів для ефекторних (виконавчих механізмів) та сенсорних систем, які ініціюють скорочення м’язових волокон. В основі еферентного сигналу є здатність ЦНС використовувати апріорні знання (оцінки) фізичних властивостей керованої системи та формувати внутрішні моделі її поведінки.
3. Керування довільними рухами моторною системою здійснюється через ієрархію рівнів моторного керування, кожен з яких отримує ту сенсорну інформацію, яка відповідає його функціям. Тому вищі рівні моторної системи, які мають справу з плануванням та вибором стратегії моторної поведінки для відповідної цілі, не потребують постійного аналізу деталей сенсорної інформації, що здійснюється на рівні спинного мозку чи сенсорних систем.

## Проблема керування довільними рухами
Проблема моторного керування є чи не найстарішою і найдискусійнішою в нейробіології. В основі цієї проблеми є той факт, що рух кінцівок включає багато рівнів нейронного та біомеханічного контролю, які міцно взаємопов’язані та не можуть розглядатись окремо. На відміну від роботизованих систем, біологічне моторне керування характеризується складною взаємодією між ЦНС, поведінкою та біомеханікою, що істотно ускладнює експериментальне вивчення ролі складових елементів в моторному керуванні.
Постає питання, як саме нейронні популяції моторної кори готують, синхронізують та генерують цілеспрямовані, вправні рухи із складної, нелінійної скелетно-м'язової системи?
Майже всі довільні рухи є достатньо складними і охоплюють кілька розмірностей. До прикладу, протягом прямолінійного досягання до вибраного об’єкту та маніпуляції ним, рухи руки видаються простими, вправними та легкими для виконання. Однак навіть така природна моторна поведінка включає координовану активацію та розслаблення багатьох м’язів, що діють на декілька суглобів руки та кисті, кожен з яких має безліч ступенів свободи під час руху і разом вони формують надзвичайно складну систему керування. Коли ж виконуються більш вправні, спеціалізовані довільні рухи, як гра на фортепіано чи маніпуляція нейрохірургом скальпелем, то складність рухів включає вже просторово-часові розмірності. Для виконання цих рухів потрібна не тільки точна координація м’язів та суглобів, але й координація всіх інших частин тіла, що повинна відбуватись неперервно в часі та просторі. Така координація істотно ускладнює моторне керування через постійний потік сенсорної інформації, необхідність її інтеграції з кортикальною інформацією та моторними командами для реалізації вчасних та витончених рухів всієї руки, кисті чи окремих пальців.
Ключовою проблемою для моторної системи під час планування та виконання довільних рухів є вибір моторних команд, потрібних для реалізації бажаного руху кінцівок, наприклад досягання до цілі. Для моторної системи не достатньо тільки сенсорного знання про знаходження цілі, оскільки динаміка тіла накладає фундаментальні обмеження на те, як можна рухати рукою, щоб до цілі досягнути: вибір та реалізація відповідного положення руки здійснюється опосередковано, через посилання сигналів корою через мотонейрони м'язам для генерації сил, що натягують кістки та створюють відповідні крутні моменти в суглобах, що приводять в рух кінцівку.
Окрім того, моторна система є надзвичайно нелінійною. Моторна команда із первинної моторної кори проходить ряд нелінійних сенсорно-моторних перетворень, перш ніж активізувати м’яз і згенерувати рух кінцівки. Генерована м’язом сила залежить в нелінійний спосіб від м’язової швидкості, довжини м’яза та біомеханічних властивостей сухожилля. (Див. детальніше Кодування м'язової активності моторною корою). Але й сама багатосегментна структура скелету кінцівок, без м'язів, має складну, нелінійну динаміку, що проявляється навіть в спрощеному рухові дво-сегментних структур кінцівок. Це пояснює те, чому одна й та ж моторна команда із М1 може призводити до зовсім різних прискорень руки, залежно від динаміки кінцівки та м'язів.  Відтак, навіть відносно прості завдання, як рух руки від однієї точки до іншої, вимагає складної послідовності моторних команд для досягнення поставленої цілі.

### Сенсорно-моторний шум
Ефективність сенсорного нейронного кодування інформації та реалізації моторних дій обмежує притаманний нервовій системі шум, який існує на всіх її рівнях – від обробки світла сітківкою до реалізації м’язами рухів кінцівок.
Через сенсорний шум, моторна система формує неточні оцінки як внутрішніх станів тіла (напр., положення та швидкість руху кінцівки в просторі), так і зовнішніх станів середовища (положення і рух об’єктів). Нейронний шум також впливає на планування рухів, що проявляється у мінливості цих рухів та характеризується мінливістю нейронної активності моторної кори. Окрім того, як було показано експериментально, мінливість рухів може виникати в результаті шуму на рівні самих моторних команд, під час виконання моторної дії.
Успішне виконання поставленої цілі ускладнюється високою ненадійністю самих моторних рухів, позаяк сили, генеровані м'язами, по своїй природі є мінливими. Хоча існує багато біофізичних причин, які обумовлюють подібну мінливість, в цілому мінливість сили зростає лінійно з її величиною, ефект знаний як мультиплікативний шум (сигнал-залежний шум), обмежуючи здатність до генерування одночасно точних і швидких рухів. Оскільки такий шум проявляється повсякчас та на кожному рівні сенсорно-моторної системи, то в разі його накопичення протягом руху, навіть незначна мінливість може призвести до небажаних наслідків у досягненні поставленої моторної цілі. Відтак моторна система повинна якось мінімізувати негативний вплив подібного шуму для реалізації плавних та прямолінійних рухів, які спостерігаються експериментально.

### Затримка нейронних сигналів
Іншою істотною проблемою, яка постає перед моторною корою під час планування та керування рухами, є притаманна нервовій системі затримка (аж до 100 мс) у передачі інформації, особливо коли потрібна швидка реакція. Запізнення надходження інформації із сенсорної периферії до моторної кори пов’язана із повільністю динаміки сенсорних рецепторів та відносно довгою тривалістю проходження цієї інформації вздовж нервових волокон, синаптичних з’єднань. Відтак, перед суб’єктом світ постає в минулому і його моторна система має справу із відносно застарілою інформацією про зовнішній світ та стан власного тіла.
Запізнення також притаманне моторним відцентровим сигналам (від М1 до м’язів), як внаслідок затримки нейронної провідності, так і їх фільтрування м’язами. Для генерування м’язової сили кортикальному сигналу потрібно понад 40 мс – час, який включає затримку проходження сигналу із М1 до м’яза (~16 мс) та електромеханічну затримку - час генерування м’язом сили (~25 мс).

### Надлишок ступенів свободи
Найбільш визначальним фактором, що ускладнює моторне керування рухами є надлишковість. Тоді як зовнішня ціль руху може бути визначена єдиною точкою в просторі, не існує єдиної множини контрольних сигналів, які б привели надлишкову кінцівку до цієї цілі. Рука, яка має більше суглобів, аніж необхідно для виконання моторних завдань, може рухатись в просторі багатьма потенційними шляхами, з будь-якою тривалістю часу та довільною швидкістю, використовуючи щораз іншу комбінацію м'язів і кутів суглобів. Оскільки більшість суглобів керуються багатьма м'язами, то один і той самий рух руки для даної траєкторії може бути реалізований багатьма відмінними комбінаціями м'язів, тільки з різними степенями одночасного скорочення.

Ілюстрація моторної надлишковості: широкий діапазон конфігурації кінцівки може виконати одне і те ж моторне завдання — піднесення пальця для контакту з вибраною точкою в просторі

Математично, проблема надлишковості це така проблема, для якої існує безкінечна кількість можливих розв'язків, тобто заданий рух може бути виконаний безліччю різноманітних способів. Моторна система кори постійно стикається з проблемою надлишковості керуючи скелетно-м'язовою системою, оскільки кількість ступенів свободи зростає від суглобів, м'язів до нейронів. Існує більше ступенів свободи обертання суглобів руки, аніж параметрів, необхідних для визначення просторового положенням та орієнтації руки; існує більше м'язів, що викликають обертання заданого суглобу, аніж ступенів свободи крутного моменту, обертаючих суглоб; існує значно більше нейронів, аніж м'язів, що ставить перед ЦНС проблему координації мільйонів нейронів для керування значно меншою кількістю м'язів. Як наслідок, бажане обертання суглобу чи крутний момент довкола суглобу може бути породжений безкінечною комбінацією різних рівнів скорочення м'язів агоністів/антагоністів та форм нейронної активності.
Вперше на важливість кінематичної надлишковості у керуванні рухами руки звернув увагу російський радянський психофізіолог Микола Бернштейн, який необхідність моторної системи стикатись з надлишковістю при генерації плавних та стереотипних рухів назвав «проблемою ступенів свободи».
В строго кінематичному сенсі, ступені свободи є «найменшою кількістю незалежних координат, потрібних для визначення положення елементів системи без порушення яких-небудь кінематичних обмежень». Скелетно-м'язова система є відображенням від багатьох-до-одного, з внутрішніх до зовнішніх координат. Людська рука (не враховуючи пальців) має 7 ступенів свободи (плече — 3, лікоть — 1, передпліччя — 1, зап'ястя — 2), тоді як Декартових ступенів свободи є 3 (тривимірне положення руки), а отже наявні 4 надлишкові ступені свободи. Тобто, існує 4-вимірний нуль-простір, в якому обертання суглобів не матиме ніякого впливу на 3-вимірне положення руки. Враховуючи кінематичну надлишковість людської руки, проблема оберненої кінематики (знаходження, які кути суглобів відповідають даному місцезнаходженню та орієнтації кисті в просторі) не має єдиного рішення: існує безкінечна кількість способів організувати 7 суглобів руки аби досягнути єдиного тривимірного положення. Це означає, що для виконання навіть простого руху досягання до точки в просторі, ЦНС має в реальному часі вибрати із безкінечної множини можливостей потрібну комбінацію суглобів для обертання сегментів руки.
Це один з численних прикладів некоректно поставленої задачі, тобто задачі, для якої важко знайти єдиний розв'язок і які часто виникають в теорії моторного керування постави та рухів. Більшість моторних проблем є некоректно поставленими задачами оскільки не мають єдиного кінематичного розв'язку. Такою є проблема розподілу крутного моменту серед надлишкових м'язів, оскільки на більшість сегментів кінцівки діє набагато більше м'язів, аніж необхідно з механічних міркувань. Інша, більш фундаментальна некоректно поставлена задача моторного керування полягає в тому, що моторні поведінкові цілі можуть бути досягнуті багатьма різними шляхами.
Теоретично, для досягнення однієї і тієї ж цілі, моторна система різних суб'єктів, експлуатуючи кінематичну надлишковість, може використати безліч різних можливих форм активації м'язів та суглобів. Але ще Бернштейн, вивчаючи рухи коваля, виявив, що хоча суглоби руки можуть мати вкрай різні траєкторії протягом серії ударів молотом, кінцева точка удару була однаковою. Пізніші експериментальні дослідження виявили, що навіть серед різних суб'єктів рухи досягання від однієї до іншої точки в просторі характеризуються високою кінематичною стереотипністю та є схожими для різних напрямків, амплітуд та частин простору завдання. Тож, моторна система якимось чином справляється з надлишковістю та серед безлічі можливих форм активації вибирає відносно стереотипні, приборкуючи велику кількість контрольованих параметрів наявних на всіх рівнях сенсорно-моторної системи.
Хоча часто надлишковість розглядається як перешкода, яку моторна система має здолати, разом з іншими факторами, для успішного керування рухами, надлишковість слід також розглядати як «багатство», як корисну для організму властивість, яка допомагає його моторній системі побудувати належні засоби для координації складних рухів в мінливому та багатоманітному світі. Надлишковість робить пошук розв'язків для даного моторного завдання легшим та дозволяє більш гнучко і надійно досягати поставлених цілей, уможливлючи величезний репертуар найрізноманітніших рухів. Разом з тим, складність та багатство моторного керування означає що перед організмом стоїть потенційно більше можливих дій та способів їх виконаннях, аніж йому буде потрібно протягом життя. Така надлишковість породжує те, що Бернштейн назвав «моторною еквівалентністю»: виконання однієї і тієї є ж моторної дії різними способами, із залученням різних ступенів свободи.
Крім того, надлишковість дозволяє вирішити проблему нейронного шуму. Надлишковість на рівні м'язів сприяє подоланню моторної мінливості рухів. Наприклад, використання проксимальних суглобів руки протягом рухів дозволяє зменшити мінливість руху кисті, оскільки більші м'язи цих суглобів мають більше моторних одиниць, що призводить до зменшення в мінливості. Крім того, надлишковість на рівні кортикальних нейронів (значно більшої кількості нейронів, ніж м'язів та суглобів) також дозволяє зменшити вплив шуму на рухи кінцівок. Зокрема, було виявлено, що зменшення кількості вцілілих кортикальних нейронів (редукція нейронної надлишковості) в пацієнтів після інсульту призводить до більшої мінливості рухів кисті руки.

#### Ієрархічна модель моторної системи
Попри користь надлишковості ступенів свободи, вона тим не менше ускладнює керування рухами для моторної кори, оскільки призводить до появи більш складних проблем керування, які повинні бути розв'язані на шляху до генерації вправних рухів кінцівок.
Для пояснення того, як ЦНС вирішує проблему надлишковості, Бернштейн запропонував модель ієрархічної організації моторної системи. Вперше на ієрархію моторного керування і його важливість для виконання довільних рухів вказав видатний англійський невролог Джон Х'юлінгс Джексон. Він розглядав еволюцію, як перехід від найбільш простих до найбільш складних центрів керування рухом, від найбільш автоматичних, до найбільш довільних рухів. Для різних рівнів ЦНС Джексон приписав керування різними рухами, від найбільш до найменш автоматичних: найнижчий рівень контролював найпростіші, автоматичні рухи, які недоступні для прямого керування; а найвищий — довільні рухи руки та вправні рухи кисті, пальців, якими можна керувати безпосередньо.
Згідно з припущенням Бернштейна, моторна система не безпосередньо долає проблему надлишкових параметрів контролю між поведінковою ціллю та м'язовою активністю, а поетапно, звужуючи її через ієрархію моторних рівнів керування. Вищі рівні моторного керування (ЦНС) перетворюють дану моторну проблему в терміни, які є «зрозумілими» для нижчого рівня і так аж до м'язів, які активізують суглоби та ініціюють рух.
Інший підхід до розв'язання проблеми надлишковості, який також був запропонований Бернштейном та розвинутий його учнями і послідовниками, полягав в тому, що моторна система для спрощення моторного керування може зменшити кількість контрольованих параметрів. Замість того аби одночасно керувати багатьма моторними параметрами, моторна система може керувати кількома координованими обмеженнями, до прикладу т. зв. синергіями м'язів (група комбінації м'язів, що керуються як функціональна одиниця), які складають базову матрицю, з якої моторна система генерує складні моторні рухи. Дослідження природних рухів примат показали, що більша частина мінливості (дисперсії) складних багато-компонентних рухів може бути математично редукована до кількох головних компонент, кожна з яких виражає одночасний рух декількох суглобів. Тож, кількість ступенів свободи, якими керує моторна система генеруючи природні рухи, може бути значно меншою, аніж актуальна кількість залучених під час руху ступенів свободи.

#### Некерований многовид
Дещо відмінним від цих двох підходів до проблеми надлишку ступенів свободи є гіпотеза некерованого многовиду, згідно з якою ЦНС не усуває надлишкові ступені свободи, а використовує їх всі для підтримки плавних та стійких природних рухів. В межах високорозмірного конфігураційного простору, який повністю визначає рухи для заданого завдання, існують два ортогональні підпростори. В одному з них, «керованому підпросторі», міститься множина керованих змінних руху, які активно регулюються контролером (ЦНС) і є найбільш важливими для виконання цього завдання. Інший, «некерований підпростір» (нуль-простір в Якобіані), містить всі ті змінні руху, які є ортогональними до керованих змінних, а відтак не мають жодного впливу на успішне виконання моторного завдання.
Математично, «некерований многовид» обчислюється як «нуль простір» матриці Якобі, де нуль-простір Якобіана {\displaystyle J} є множиною всіх векторних розв'язків {\displaystyle x} системи рівнянь {\displaystyle Jx=0}. Мінливість в змінній моторного виконання в межах нуль-простору дорівнює нулю. Отож, існування «нуль-простору» дозволяє мінливість в напрямку, який не стосується виконання моторного завдання, при цьому зберігаючи акуратність його виконання. І моторна система використовує цю мінливість «нуль-простору» або для збільшення гнучкості рухів, або для збільшення їх точності. Відтак, згідно з гіпотезою «некерованого многовиду», перед ЦНС не стоїть проблема зменшення надлишкових ступенів свободи, але визначення тих ступенів, які є доречними для даного моторного завдання та тих, які недоречні. Надлишковий простір керування усуває необхідність для ЦНС шукати єдину моторну команду для досягнення поведінкової цілі, дозволяючи ЦНС знайти підпростори можливих моторних команд. Тож, маючи надлишок ступенів свободи, моторна система має можливість вибирати серед них ті, які будуть корисні для нового завдання, аніж якби ступені свободи були обмежені, тим самим накладаючи обмеження і на репертуар можливих природних рухів.
Хоча кілька досліджень моторної поведінки та нейронної активності підтримали гіпотезу «некерованого многовиду», є ряд досліджень, результати яких розходяться із передбаченнями цієї гіпотези. Складність у перевірці гіпотези «некерованого многовиду» полягає в тому, що важко спланувати завдання, де ЦНС повинна розпочати з нуля і може виявити надлишковість в керованій системі, оскільки завдяки щоденному досвіду, ЦНС завжди має попередні знання про надлишковість ступенів свободи.

## Кодування рухів первинною моторною корою

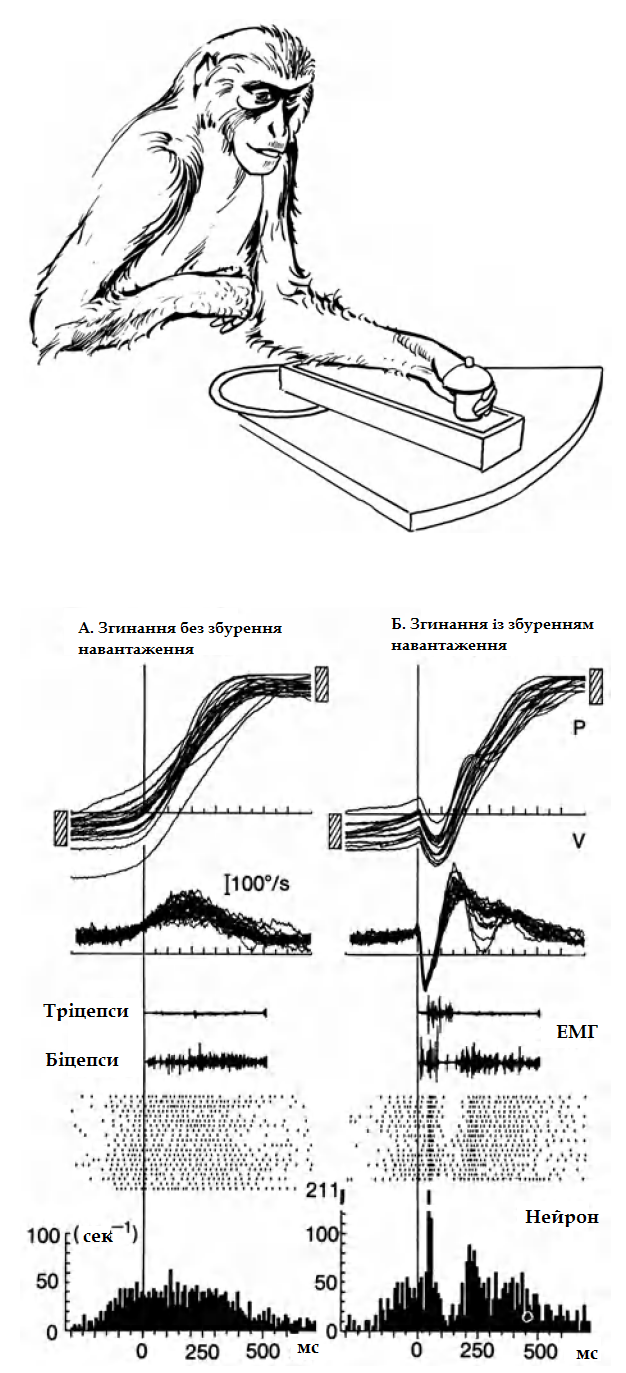
Типовий експеримент для вивчення моторного керування у мавп з допомогою мікроелектродної реєстрації активності одиничних нейронів в моторній корі. Вгорі: Навчена мавпа виконує завдання на згинання/розгинання зап'ястя за винагороду (сік, фрукти). Час від часу включається рухаючий момент для генерування короткого навантаження на початку руху. Потім комп'ютер оцінює окремо незбурені рухи згинання (А) та збурені через прикладене навантаження (Б). З верху до низу: позиційний сигнал руху (P), швидкість руху (V), електроміограма (ЕМГ); точки вказують кожен електричний розряд нейрону; гістограма сумарних розрядів нейрону. Нейрон в цьому випадку збільшує розряд за 150 мс до настання руху. Збурені рухи (Б) були швидко виправлені (див. механічні та ЕМГ сигнали). На гістограмі та одиничних розрядах чітко помітно збільшення активності нейрону у відповідь на збурення (два піки на 40 мс та 220 мс). Подібні експерименти дозволили вченим безпосередньо пов'язати нейронну активність в М1 з природними рухами та зрозуміти, яким чином одиничний нейрон кодує конкретний рух, часову поведінку нейрону, м'язову активність та вплив механічних навантажень на нейронне кодування руху.

Оскільки керування М1 рухами є надзвичайно надлишковим (існує значно більше М1 нейронів аніж керованих ступенів свободи в кінцівці), то заданий рух може бути генерований через різноманітну комбінацію нейронних розрядів. Однак, позаяк рухи тварин є швидкими і вправними, то ЦНС повинна слідувати якимось правилам, що дозволяють вчасно і точно обирати серед безлічі можливих нейронних комбінацій потрібну для цього руху. Тому ці правила можуть відображатись у коваріації між часовим профілем нейронного розряду та певним сигналом (моторним параметром), пов’язаним з рухом. Вважається, що нейронні розряди в М1 кодують такий сигнал і через нього визначають унікальну моторну поведінку.
Нейронне кодування характеризує специфічне відношення між активністю нейронів та властивостями зовнішнього світу. Для нейронної активності сенсорних областей ЦНС такими властивостями є звукові, візуальні, нюхові та тактильні аспекти зовнішнього середовища. Тоді як для моторних областей такими властивостями є скелетно-м'язова система, параметри якої кодуються їх нейронною активністю. Проблема нейронного кодування в нейронауці полягає у визначенні того, як саме інформація про зовнішній світ кодується нейронами та яким чином сенсорно-моторні параметри можуть бути декодовані (реконструйовані) із послідовності нейронних імпульсів.
В цілому, можна виділити щонайменше три визначення нейронного кодування залежно від типу відношення між нейронною активністю та зовнішніми параметрами руху:
1. Кореляція. Це найбільш загально поширене визначення в нейронауці, яке полягає в тому, що одиничні нейрони (чи їх популяція) кодують конкретні сенсорно-моторні параметри, якщо їх активність (реакція нейронів на певний стимул) корелює із цими параметрами. Подібна кореляція може бути лінійною або нелінійною і визначається з допомогою різноманітних математичних методів (напр., взаємокореляційного та регресійного аналізу, взаємної інформації та ін.). Кореляційне визначення нейронного кодування було домінуючим в моторній нейрофізіології починаючи з перших електрофізіологічних досліджень примат в 1960-х рр. аж до кінця 1990-х рр. Відповідно до цього визначення, нейрони в  первинній моторній корі кодують окремі моторні параметри руху (напр. крутний момент в суглобах, м’язову активність, напрямок руху, положення та швидкість руки, положення цілі в просторі тощо), що проявляється в коваріації частоти розрядів нейронів з цими параметрами.
2. Причинність. Це визначення нейронного кодування постулює існування причинного відношення між частотою розрядів нейронів і тим, що вони кодують. За аналогією із сенсорними областями (напр. кодування контрастних контурів в причинному ланцюгу від нейронної популяції в сітківці до первинної зорової кори), ранні нейрофізіологічні первинної моторної кори дослідження намагались виявити прямі причинні зв’язки між М1 нейронами та окремими моторними параметрами, напр. активацією м’язів чи генерування сили.
3. Інваріантність. Відповідно до цього визначення нейронного кодування, нейрони інваріантно та унікальним чином визначають моторні параметри, які ними кодуються, незалежно від контексту. У випадку моторної кори, якщо М1 нейрони кодують певний параметр руху, то вони повинні визначати цей параметр в однаковий спосіб незалежно від поведінкових контекстів.

В моторній нейронауці, на відміну від сенсорних нейронаук, серед науковців досі немає згоди щодо фундаментальних параметрів, які кодує нейронна активність в М1. Ключовим питанням залишається, чи кодують М1 нейрони моторні параметри вищого порядку, пов’язані з цілями та зовнішніми, просторовими координатами руху (кінематику руху), або ж параметри нижчого порядку, пов’язані з моторною периферією та внутрішніми змінними (кінетикою руху)? Складність відповіді на це питання полягає в тому, що механіка кінцівки призводить до кореляції моторних параметрів під час руху, внаслідок чого навіть стереотипним рухам може відповідати різна форма розрядів одиничних нейронів чи групи нейронів.
Вперше чітко проблему того, що кодується моторною корою сформулював у своєму категоричному твердженні наприкінці XIX століття Джон Х'юлінгс Джексон, який написав: «Образно кажучи, ЦНС не знає нічого про м’язи, вона знає тільки рухи». Але з часом це твердження було інтерпретоване буквально, а не образно, і залежно від його трактування, сформувало дві полярно протилежні групи серед нейробіологів, які вивчають моторну кору та її функції. Одна група вважає, що моторна кора «не знає нічого про м’язи», а інша – що моторна кора «не знає нічого про рухи».
Відповідно ці дві протилежні групи нейробіологів сформували різні підходи до вивчення нейронної активності моторної кори та ставили різні запитання. Основним питанням було те, якою повинна бути моторна команда М1, аби спрямувати рух руки до вибраної цілі; чи повинна вона кодувати просторово-часові кінематики чи кінетики, які їх спричиняють. Кінетика руху стосується сил руху (як розгинання зап’ястя), що генеруються м’язами; крутних моментів, породжуваних силами на суглобах; рівнодійної сили, генерованої цілою кінцівкою. Кінематика руху відноситься до просторових змінних руху: положення в просторі, швидкість, прискорення та напрямок. Як і у випадку з кінетикою, кінематичні змінні можуть бути визначені для м’язів, суглобів та цілої кінцівки.
Вчені, які займали кінетичну позицію, вважали, що М1 визначає точну активацію м’язів довкола суглобів таким чином, щоб генерувати необхідні крутні моменти, які перемістять руку до вибраної поведінкової цілі. Вчені ж, які займали кінематичну позицію, вважали, що М1 кодує лише просторову траєкторію руху руки. Ця група дослідників визнавала, що м’язова активність та крутні моменти повинні визначатись на деякому рівні моторного контролю, без чого рух багато-сегментної кінцівки був би неможливим, але вони відводили роль у кодуванні цих параметрів нейронам спинного мозку.
Для розуміння нейронного коду в М1, дослідники цих двох груп вивчають, як нейронна активність М1 корелює з параметрами руху. Протягом 60 років експериментальних та теоретичних досліджень було виявлено кореляції з багатьма різними і протилежними параметрами. Виявлення ж причинного зв’язку між нейронною активністю М1, м’язовою активацією та моторною поведінкою залишається складним завданням, оскільки рух корою може бути генерований тільки через спинномозкову нейронну схематику та складну скелетно-м'язову систему, яка на рівні м'язів характеризується залежністю «сила-швидкість», а на рівні біомеханіки кінцівки - інерційними властивостями (маса, довжина, момент інерції, положення центру мас, радіус кругового руху). Відтак, ці складності, фільтруючи сигнали кори, можуть призвести до формування кореляцій між нейронною активністю в М1 та рухами, навіть якщо між ними нема таких причинних зв’язків.

### Система координат в якій кодуються рухи
Ключова проблема нейронного кодування рухів моторною корою полягає у визначенні системи координат, в якій (чи яких) рухи кодуються. Оскільки рух руки в просторі включає багато моторних параметрів, то він може бути репрезентований в моторній корі як в кінематичних, так і в кінетичних (динамічних) змінних.
Системи координат, в яких кодується рух моторною корою, можуть бути зовнішніми або внутрішніми відносно тіла. Просторові, зовнішні (декартові) системи координат поділяються на аллоцентричні (тобто, відносно до зовнішнього середовища – координати з центром в зовнішньому середовищі чи зовнішніх об’єктах) або ж егоцентричні (відносно до спостерігача – координати з центром на руці, голові, очах) для чого використовується зорова чи слухова інформація. Положення цілі спочатку визначається в системі координат з центром на очах, які сприймають положення цілі. Протягом обробки цієї інформації для формування рухів досягання початок цієї системи координат зміщується в бік плеча. В цій системі координат з центром на плечі ціль визначається трьома параметрами: відстанню, підйомом та азимутом, тобто в сферичній системі координат.
Здатність навіть в темряві сприймати положення власної руки відносно тіла і точно локалізувати об’єкти в персональному просторі свідчить про наявність внутрішньої системи координат, яка ґрунтується на пропріоцептивній та тактильній інформації. Внутрішні координати визначаються в термінах кутів суглобів між сегментами кінцівки та іншими частинами тіла, або ж в термінах довжини м'язів, пов’язаних з кутами суглобів, чи в термінах крутних моментів суглобів та м’язової активації.

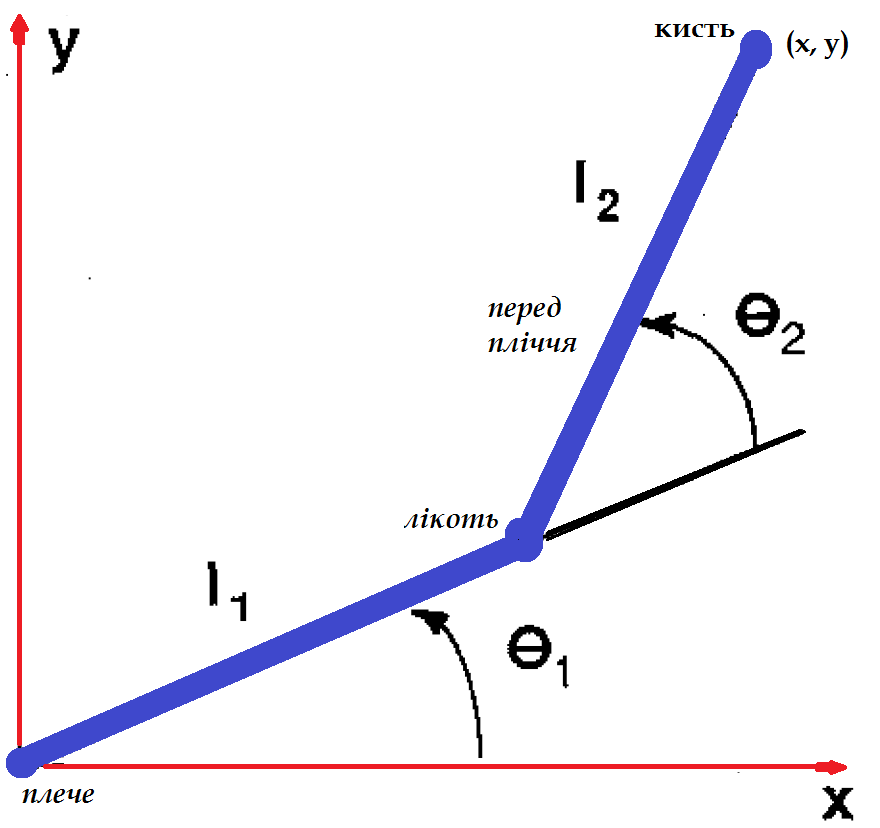
Репрезентація положення кисті руки спрощеної, дво-сегментної руки в двох системах координат: прямокутній (декартовій) та координатах кутів суглобів

Під час рухів досягання до зовнішніх об’єктів в просторі моторна кора використовує зорову інформацію про положення об’єкту та пропріоцептивну зворотну інформацію про положення руки та кисті в просторі, завдяки чому вона може генерувати форми м’язових активностей, що рухають руку до вибраного об’єкту. Положення об’єкту обчислюється в зоровому просторі з центром на тілі, тоді як положення руху руки у відношенні до положення об’єкту обчислюється із пропріоцептивних сигналів. Якщо положення об’єкту раптово змінюється протягом руху досягання до нього, то коригування траєкторії руху здійснюється лише в межах 100 мс – мінімальний час затримки потрібний для того, щоб зорові та пропріоцептивні вхідні сигнали вплинули на рух руки.
Поведінкові дослідження, проведені в 1980-х роках групами дослідників, дійшли протилежних висновків, щодо того, в якій саме системі координат кодуються довільні рухи. Виявлення того, що в багатьох завданнях руху досягання між двома точками в просторі кисть руки проходила майже прямолінійним шляхом спонукало ряд дослідників припустити, що одним із параметрів руху, який кодує моторна кора є траєкторія кисті руки і її плановано в зовнішній, прямокутній (декартовій) системі координат.
Ці результати узгоджувались з гіпотезою, що планування та виконання рухів є двома окремими етапами в генеруванні рухів моторною системою. Відповідно до цієї гіпотези, протягом планування, ЦНС має справу із організацією кінематики руху – послідовності положень, які кисть руки повинна зайняти в різний час протягом виконання руху. Тоді як протягом виконання руху, ЦНС має справу з керуванням динамікою (кінетикою) скелетно-м'язової системи для реалізації різних форм рухів в різних типах середовищ. В 1990-х рр. кілька окремих досліджень дійсно показали, що кінематику руху плановано незалежно від кінетичних умов, в яких рух виконується.
Однак виявлення іншими дослідниками сталого відношення між швидкостями кутів суглобів протягом рухів руки вказувало на те, що моторна система кодує параметри суглобів, відтак дослідники припускали, що рух репрезентується у внутрішній системі координат. Тоді як кодування кінематичних параметрів може бути лише «побічним результатом» обчислювальних процесів, які лежать в основі керування динамікою (кінетикою) руху.
Пізніші нейрофізіологічні дослідження також отримали протилежні результати щодо системи координат, в якій кодується рух первинною моторною корою (див. детальніше нижче). Одні дослідники знайшли переконливі свічення на користь просторової системи координат, інші знайшли не менш переконливі свідчення на користь внутрішньої системи координат. Ще інші нейрофізіологічні дослідження, в яких вивчались кортикальні та аферентні сигнали, виявили об’єднання цих двох систем координат.
З іншого боку, не всі нейробіологи поділяють точку зору на кодування моторною корою рухів в певній системі координат, запозиченій із класичної, ньютонівської механіки та робототехніки. Біологічні моторні системи еволюціонували щоб керувати скелетно-м'язовою системою, а не щоб обчислювати рівняння руху. З точки зору ньютонівської фізики, крутний момент є механічним параметром, що визначає обертальну силу, потрібну для генерування конкретного руху суглобу. Проте в біологічних системах крутний момент є об’єднаним моторним параметром, що відображає сумарний механічний вплив комбінації м’язових скорочень. Нейрон в моторній корі не може знати, що таке ньютон-метр (одиниця вимірювання крутного моменту) чи як обчислити, скільки саме ньютон-метрів потрібно для генерування конкретного руху.
Втім, оскільки кінцівка є фізичною системою і як така повинна дотримуватись фізичних законів, що описуються рівняннями руху, то кортикальні нейрони, які керують просторовими рухами кінцівки або їх причинною, м’язовою активністю, будуть проявляти статистичні кореляції з механічними параметрами кінематики чи кінетики, навіть якщо їх обчислення базуються на зовсім інших принципах. Тож навіть якщо досліднику вдалось виявити кореляцію між активністю нейрону моторної кори та різними механічними параметрами, це ще не є свідченням того, що нейрон кодує саме в цьому параметричному просторі чи системі координат. Однак такі кореляції є корисними, оскільки дозволяють виявити, якими саме моторними параметри керує цей нейрон чи популяція нейронів в моторній корі.

### Сенсорно-моторне перетворення координат
Існування різних систем координат припускає, що ЦНС виконує складні нейронні обчислення для неперервних сенсорно-моторних перетворень положення руки та її траєкторії протягом руху із однієї системи координат в іншу.
Перетворення сенсорної інформації в моторні команди та рух кінцівок називається «сенсорно-моторним перетворенням координат», оскільки виконується перетворення інформації, кодованої в сенсорній (зовнішній) системі координат у внутрішню (скелетно-м'язову) систему координат.
Прості рефлекси, такі як сухожильні, включають найпростіше сенсорно-моторне перетворення координат: сенсорні вхідні сигнали безпосередньо спричиняють вихідні моторні команди, без залучення вищих, кортикальних центрів. Тоді як довільні, навіть найпростіші рухи, включають багатоступеневі сенсорно-моторні перетворення, що значно спрощує обробку інформації та виконання рухів, оскільки вищі рівні планують більш загальні цілі, тоді як нижчі рівні мають справу із виконанням цих абстрактних цілей.
Виконання простих довільних рухів досягання від однієї точки в просторі до іншої потребує від моторної системи виконання серії складних нейронних обчислювальних процесів, що включають: а) внутрішнє відображення та інтеграцію з одного боку просторової цілі, отриманої через зорову систему, з іншого – положення кінцівки, отриманого із множини пропріоцептивних сигналів; б) сенсорно-моторне перетворення між цими різними внутрішніми системами координат; б) генерування вихідних моторних команд для піднесення кінцівки до цілі.
Для ЦНС, щоб уникнути складного і тривалого процесу сенсорно-моторного перетворення, було б простіше кодувати однакові параметри як на сенсорному (вхідному), так і на моторному (вихідному) рівнях: до прикладу, кінетичні параметри м’язових сил та крутних моментів суглобів на обох рівнях перетворення. В такому випадку проблема моторного керування зводилась б до визначення м’язової активності і спрощувалась до рефлекторних перетворень, забезпечуючи точні, швидкі рухи кінцівок. Однак, тоді як одні сенсорні вхідні сигнали до моторно-кортикальної системи передають кінетичну інформацію (напр. напруження та зміну довжини м'язів із сухожильного органу Гольджі та м'язове веретено, відповідно), інші (як зорові сигнали) надсилають інформацію про кінематичні параметри (напр. положення цілі в зовнішньому середовищі), що породжує проблему інтегрування та перетворення між різнорідними системами координат.
У випадку керування рухом очей, прикладений до ока крутний момент генерує обертання довкола осі крутного моменту і тому сили та рухи в цьому випадку є колінеарними та репрезентуються в одній системі координат. Тоді як у випадку з рухом руки все складніше: різниця між напрямком генерованої м’язами сили та напрямком, в якому рука рухається залежить від орієнтації вектора сили, постави руки та кутового руху руки.
Крім того, планування моторною корою довільних рухів вимагає здатності передбачати рух кінцівки після застосування конкретного крутного моменту (обертальної сили). Таке передбачення є відносно простим для рухів, які включають один суглоб, коли кутове прискорення є пропорційним крутному моменту суглобу. Однак протягом рухів всієї кінцівки, що включають кілька суглобів, виникає феномен взаємодіючих крутних моментів: рух сегментів відносно одного суглобу (напр. кисті відносно ліктя) призводить до появи крутних моментів в іншому суглобі (напр. плечі). Тож перед ЦНС постають складні динамічні (кінетичні) проблеми, які доводиться розв’язувати в сенсорно-моторному перетворенні під час планування/виконання довільних рухів.

#### Ієрархія сенсорно-моторних перетворень
Вихідні моторні команди, які відсилає моторна кора до скелетно-м'язової периферії, надходять через спинномозкову нейронну схематику до групи м’язів, змушуючи їх скорочуватись. Ці моторні команди формуються на основі вхідних сенсорних сигналів. Аферентні (висхідні) сигнали із м'язів руки передають інформацію про положення та орієнтацію кожного сегменту кінцівки відносно їх найближчих суглобів. Завдяки цій інформації моторна кора може обчислити положення кисті руки у відношенні до тіла. Тоді як просторове положення цілі відносно голови обчислюється із положення цілі на кожній із сітківок (зорова система координат), яке модулюється також положенням очей (т.зв. кодування поля підсилення).
Однак для того, щоб скелетно-м'язова система «зрозуміла» візуальну, просторову інформацію про положення цілі, ця інформація повинна бути перетворена із зовнішніх, зорових координат у систему координат, яку моторна кора використовує для кодування рухів досягання в просторі, тобто виражена в термінах координат тіла. Таким чином, моторна система повинна брати до уваги положення очей в голові, а також положення голови на тілі для того, щоб рухати рукою до цілі, яку визначила зорова система. Коли положення цілі відносно тіла відоме, моторна система формує траєкторію руху, поєднуючи зовнішню, зорову інформацію із внутрішньою (кінематичною та динамічною) інформацією про поточне положення руки. Моторні команди потім перетворюються (первинною моторною корою або ж спинномозковими нейронами) в систему координат, виражених в термінах кутів суглобів чи довжини м’язів.
На початку 1980-х нейрофізіологи висунули гіпотезу, що планування та досягання рукою до вибраної цілі реалізується моторною системою через ієрархію перетворень сенсорної інформації про положення цілі в просторі у моторну інформацію, потрібну для генерування скорочення м’язів, що приведуть до обертання суглобів і , як наслідок, до руху руки в напрямку вибраної цілі.
Гіпотеза ієрархічного перетворення координат у застосуванні до моторного керування була запозичена із робототехніки, де через подібне перетворення моделюється керування рухами багато-сегментних кінцівок роботів, і широко використовувалась у 1980-90-х рр. для пояснення нейронних процесів, пов’язаних із формуванням траєкторії руху моторною корою. Відповідно до цієї гіпотези, в процесі планування рухів досягання до вибраної цілі, моторна кора повинна визначати кінцеву точку руху, напрямок, відстань та швидкість руки в просторі від поточної її позиції до положення цілі. Цей абстрактний план потім повинен реалізуватись корою через визначення а) конфігурації обертань суглобів для переміщення кінцівки запланованим просторовим шляхом; б) крутних моментів, потрібних для генерування відповідних обертань суглобів; б) сигналів активації для групи м’язів, що діють на кожен із суглобів.
З механічної точки, кінцівки формують кінематичний ланцюг - систему механічних ланок (твердих тіл) та з’єднань між ними. Окрім того, що рух ланок обмежується геометрією середовища та цілями руху, як тверді тіла, ланки є інерційними об’єктами, що володіють масою, центром мас та інерцією і на які діють зовнішні сили – гравітація та прикладені навантаження. Крім того, рух довкола одного із суглобів руки генерує взаємодіючі крутні моменти в інших суглобах, які слід компенсувати. Тому дія на ланки гравітації та кінетична взаємодія між ланками ускладнюють генерування крутних моментів, необхідних для переміщення кінцівки в просторі. Ці механічні обмеження кінематики та динаміки, з накладеними зв’язками, звужують діапазон можливих стратегій керування кінцівкою. Плануючи і виконуючи рух, моторна система повинна брати до уваги кінематичні та кінетичні властивості руки, перетворюючи зовнішні, сенсорні координати у внутрішні, відповідні із скелетно-м'язовою системою.

##### Кінематичні перетворення
Один із способів сенсорно-моторного перетворення координат, що входить до виконання руху, полягає у зміні кінематичних моторних параметрів, таких як положення руки та кутів суглобів, які переміщають руку до вибраного положення.
Навчання вправних рухів рукою полягає в здатності ЦНС побудувати внутрішні моделі кінематичних перетворень. Рука є ланцюгом сегментів, що складається з багатьох суглобів, тому рух кисті руки в просторі визначається часовою послідовністю змін кутів суглобів (кінематика руху). Перетворення між кінематичними параметрами руху вираженими в зовнішніх, просторових координатах кисті руки та внутрішніми координатами суглобів є складною, нелінійною проблемою.
Для того, щоб перемістити руку в дане місце, моторна система повинна здійснити перетворення із внутрішніх координат (кутів суглобів) у зовнішні (декартові) координати, що для ідеалізованої дво-сегментної руки виражається через тригонометричні співвідношення
{\displaystyle {\begin{cases}x=l_{1}\cos \theta _{1}+l_{2}\cos(\theta _{1}+\theta _{2})\\y=l_{1}\sin \theta _{1}+l_{2}\sin(\theta _{1}+\theta _{2})\end{cases}}}
де {\displaystyle \theta _{1}i\theta _{2}}- це, відповідно, кут плеча та кут ліктя дво-сегментної кінцівки.
Таке перетворення називається прямою кінематикою, оскільки описує прямий, причинний зв'язок: моторна команда призводить до активації м’язів, яка своєю чергою визначає довжину м'язів, що обумовлює кути суглобів, які зрештою визначають положення руки (кінцевої точки, англ. endpoint) відносно тіла. В прямому кінематичному перетворенні моторна система, для досягнення конкретного положення руки в просторі, повинна вибрати потрібні довжини м'язів та відповідні кути суглобів.
Для того, щоб перемістити кисть руки до бажаної точки, потрібно обчислити кути для суглобів всієї кінцівки, що є значно складнішим обчислювальним завданням, аніж пряма кінематика. Таке обернене до прямої кінематики перетворення, - із зовнішніх, декартових координат (положення руки) у внутрішні (кути суглобів та довжину м’язів), - називається оберненою кінематикою, оскільки виводить кути суглобів кінцівки із положення кисті руки:  
{\displaystyle {\begin{cases}\theta _{1}=\arccos {\frac {x^{2}+y^{2}-l_{1}^{2}-l_{2}^{2}}{2l_{1}l_{2}}}\\\theta _{2}=\arctan {\frac {y}{x}}-\arctan {\frac {l_{2}\sin \theta _{2}}{l_{1}+l_{1}\cos \theta _{2}}}\end{cases}}}
Здатність людини зафіксувати зором ціль в просторі, закрити очі та досягнути рукою вибраної цілі свідчить про те, що ЦНС має внутрішню модель перетворення із бажаних положень руки в кути суглобів та довжину м'язів, тобто, може обчислювати перетворення оберненої кінематики.      

###### Проблема оберненої кінематики
Складність кінематики в моторному керуванні довільними рухами полягає в нелінійному перетворенні між положеннями руки, її обертаннями та кутами суглобів.
Положення та орієнтація кисті руки в просторі може бути визначене шістьма змінними (три для положення в просторі – 3-и осі декартової системи координат; і трьома обертальними навколо цих осей – тангаж, крен, рискання). Проблема оберненої кінематики полягає в знаходженні кутів суглобів, що відповідають заданому положенню та орієнтації кисті руки. Однак, якщо кількість степенів свободи в кінцівці більше, аніж кількість визначених просторових змінних, тоді існує  безкінечна кількість можливих розв’язків оберненого кінематичного перетворення для степенів свободи.
Оскільки верхня кінцівка має 7 ступенів свободи (3 координати положення кисті (x, y, z) та 4 ступені свободи руки – координати суглобів; див. Надлишок ступенів свободи), вона є кінематично надлишковою: існує більше ступенів свободи на рівні суглобів, ніж на рівні кисті руки і ніж необхідно для досягнення єдиного 3D положення кисті. Перед ЦНС постає складна обчислювальна проблема вибору такої конфігурації верхньої кінцівки, яка б відповідала бажаному положенню кисті в 3D просторі. З надлишковістю ступенів свободи навіть порядок обертання суглобів матиме істотний вплив на кінцеве положення кінцівки. І хоча, як показали поведінкові дослідження, багато-сегментні рухи руки мають більш стереотипну траєкторію якщо виражені в координатах кисті руки, для реалізації таких інваріантних рухів заплановані траєкторії мають бути перетворені моторною системою в координати суглобів. 

###### Закон Дондерса для рухів руки
Один із способів розв’язання проблеми оберненої кінематики полягає у накладенні кінематичних обмежень на надлишкову кінцівку. Цей спосіб ґрунтується на аналогії з відомим «законом Дондерса» для руху очей.
Око може обертатись в очній ямці вертикально, горизонтально та крученням (в напрямку, перпендикулярному горизонтальним та вертикальним напрямкам) через одночасну дію на нього трьох пар м’язів (тобто, око має три ступені свободи). Хоча ця м’язова система потенційно може згенерувати величезну кількість тривимірних орієнтацій очей, завдяки яким можливий будь-який напрямок поля зору, насправді, для будь-якого заданого напрямку зору, око має єдину 3D просторову орієнтацію, незалежно від попередніх орієнтацій та рухів ока, що й називається «законом Дондерса». Тобто, кінцеві значення кутів ока для цього поля зору не залежать від первинних значень в початковому положенні ока.
Закон Донедрса характеризує яким чином довільні рухи очей вирішують проблему кінематичної надлишковості ока. Зокрема, коли поле зору довільно зміщується, то визначення кутів зміщення ліворуч/вправо та вгору/донизу призводить до певного крученого обертання очного яблука, що не може бути кероване незалежно. Відтак, у довільному русі очного яблука потрібно визначити лише дві змінні, що є достатнім для керування його трьома ступенями свободи. Схожа поведінка характерна для голови та плеча протягом 3D просторових рухів.
Намагання застосувати закон Дондерса до довільних рухів руки спонукало дослідників до пошуку єдиної конфігурації руки для кожного положення кисті. Кілька експериментальних досліджень підтвердили ідею, що закон Дондерса виконується для рухів досягання всією рукою. В дослідженні орієнтації руки протягом рухів кидання було виявлено, що рука приймає єдине кутове положення для кожного напрямку кидання, у згоді із законом Дондерса.
Однак інші дослідження виявили деякі відхилення закону для рухів досягання до цілі, зокрема для обертань плеча та передпліччя під час таких рухів. В експерименті, де вивчались рухи досягання до цілі в 3D просторі, було виявлено, що кінцеве положення постави кінцівки (орієнтації сегментів) змінювалась залежно від зміни початкового положення кисті руки, порушуючи закон Дондерса, який постулює незалежність кінцевого положення постави руки від початкового положення.
Попри те, що в одних рухах руки початкове положення впливає на кінцеве (всупереч закону Дондерса для руху очей), в інших рухах проявляється незмінний взаємозв’язок між кінематичними змінними, що підтверджується експериментальними дослідженнями множини різних форм рухів та моделями, що до опису рухів досягання в 3D включають закон Дондераса та його більш вужчу форму – закон Лістінга.

##### Динамічні (кінетичні) перетворення
Оскільки скелетним м’язам, кісткам та суглобам верхніх кінцівок притаманні в'язко-еластичні та інерційні властивості і на них діє гравітаційне поле, то для руху кінцівки потрібно прикладення сил, які б протистояли в'язко-еластичним, інерційним та гравітаційним силам і дозволили досягнути необхідного прискорення. Для генерування потрібних сил, що б привели сегменти кінцівки в рух, сенсорно-моторна система активізує групу м'язів. Генеровані м’язами сили та крутні моменти в суглобах, потрібні для реалізації руху, відносяться до кінетики (динаміки) руху.
Як моторна система керує величезною кількістю механічних змінних, які включені навіть у виконання елементарних рухів, залишається однією з головних проблем теорії моторного керування. Навіть просте завдання, як рух досягання рукою до вибраного об’єкту, включає одночасну активацію кількох тисяч моторних одиниць, які належать одночасно кільком м’язам.
Для того, щоб рука рухалась вздовж конкретної траєкторії, з відповідними кутовими швидкостями та положеннями суглобів, до них мають бути прикладені відповідні крутні моменти. Перетворення із крутних моментів суглобів в рух кінцівки називається «прямою динамікою». В прямій динаміці моторні команди активізують через мотонейрони м’язи, які генерують відповідні сили, що перетворюються на множину крутних моментів в суглобах, які своєю чергою перетворюються на множини кутів, швидкостей та прискорень суглобів, що й приводить в рух кисть руки. І хоча в цьому перетворенні наявний певний зворотний зв'язок, оскільки кути суглобів визначають довжину м'язів, що своєю чергою визначають сили генеровані м’язами, в цілому воно є прямим відображенням вхідного моторного сигналу на вихідну моторну поведінку.
Результати експериментальних поведінкових досліджень різних форм просторових рухів припускали, що довільні рухи плануються моторною системою в термінах зовнішніх, просторових координат, тобто в термінах кінематичних моторних змінних, як положення, швидкість і траєкторія руки. Для генерування конкретної траєкторії кута суглобу, потрібної для досягнення бажаної форми руху, моторна система повинна виконати значно складніші «обчислення» – перетворити кінематичні параметри в яких кодується бажаний рух у відповідні моторні команди для активації м'язів та генерування крутних моментів. Тобто, потрібно «обчислити» необхідні для бажаних змін кутів суглобів крутні моменти в кожному суглобі та співвіднести силу, необхідну для генерування потрібного крутного моменту, з бажаним прискоренням кінцівки. Таке перетворення із бажаного руху у відповідні крутні моменти суглобів та активації м'язів називається «оберненою динамікою».
Перетворення оберненої динаміки із бажаного руху в активацію м'язів розкладається на серію послідовних перетворень: із форми бажаного руху в просторових, кінетичних координатах у координати кутів суглобів – кути суглобів в крутні моменти суглобів – крутні моменти в м’язові сили – сили в активації м'язів. Це не означає, що ЦНС обчислює крутні моменти від суглобу до суглобу, але що перед ЦНС стоїть така проблема, яка повинна бути розв’язана, щоб моторні команди могли генерувати різноманіття форм рухів верхньої кінцівки.

###### Проблема оберненої динаміки
Для досягнення кінцівкою до цілі, ЦНС повинна визначити м’язові сили та генеровані ними крутні моменти, що називається «проблемою оберненої динаміки», оскільки моторна система повинна протидіяти та передбачити послідовність змін в кутах суглобів, яка збігається із динамічними силами чи крутними моментами.
Обчислення оберненої динаміки (якщо взагалі таке виникає, див. нижче) є для ЦНС надзвичайно складним та часто потребує перетворень з неєдиними розв’язками, оскільки потрібно перетворити інформацію про невелику кількість кінематичних змінних (напрямок, швидкість та амплітуда руху руки) у велику кількість сигналів до багатьох м'язів, що приводять кінцівку в рух. Таке перетворення є некоректно поставленою задачею, оскільки для неї може не існувати точного чи єдиного розв’язку. До прикладу, крутних моментів можна досягнути через безліч комбінацій сил одиничних м'язів. Крім того, нейронно-м'язова периферія має складні, нелінійні властивості. Також різні сегменти в кінцівках з багатьма суглобами проявляють по відношенню один до одного обопільні сили взаємодії (міжсегментна динаміка): рух кожного сегменту генерує крутні моменти, і як наслідок потенційні рухи, у всіх інших сегментах через механічну взаємодію. До прикладу, згинання верхньої кінцівки через обертання плеча може призвести до випрямлення або ж згинання ліктя, залежно від початкового кута ліктя. Відтак, через взаємодію між з’єднаними сегментами, крутні моменти, потрібні для генерування зміни кута конкретного суглобу залежать не тільки від м'язів, що діють на цей суглоб, але також від конфігурацій та рухів всіх інших суглобів та їх прискорення Тому визначення крутного моменту, потрібного для кожного суглобу, залежить не тільки від складного інерційного поля кінцівки, але й від крутних моментів, що генеруються рухами на всіх інших суглобах (взаємодіючі крутні моменти).
Всі ці складності приводять до появи величезної кількості рівнянь руху, кожне з яких залежатиме від виконуваного завдання. Тому для вирішення проблеми оберненої кінематики ЦНС повинна «знати» як ці рівняння, так і точні оцінки початкових умов та залучених параметрів – мас, положень центрів мас, моментів інерції та головних осей інерції. Окрім того, ці обчислення повинні бути досить точними, оскільки навіть невеликі помилки чи хибні оцінки початкових умов призведуть до значних відхилень в запланованому рухові кінцівки. Відтак, точне обчислення моторною системою оберненої динаміки є малоймовірним.
Одна із перших впливових гіпотез, запропонованих для вирішення проблеми оберненої динаміки, ґрунтувалась на моделях керування рухами в робототехніці. Згідно з цією гіпотезою, ЦНС спочатку із запланованого шляху кисті руки знаходить рух суглобів (обернена кінематика), потім обчислює потрібні крутні моменти суглобів (обернена динаміка) та, зрештою, розподіляє крутні моменти серед групи м'язів. В основі цієї гіпотези лежало припущення, що ЦНС може точно оцінити інерцію кінцівки, її центр мас та крутні моменти, генеровані м’язами довкола суглобів. Втім, обчислення, які лежать в основі таких перетворень, не включають сенсорну зворотну інформацію, що приводитиме до значних моторних відхилень, щоразу як траплятиметься помилка в оцінці безлічі динамічних параметрів, залучених у генерування руху.
Цей та інші схожі сценарії базуються на виконанні моторною системою обчислення оберненої динаміки в розімкнений спосіб, тобто без отримання зворотного сигналу про результати дій. Включення зворотних, сенсорних сигналів вирішить деякі з проблем обчислення оберненої динаміки, але притаманна таким сигналам затримка призводитиме до неточності рухів. Такі неточності, зокрема, спостерігаються у випадку зі швидкими (балістичними) рухами, для керування якими сенсорні сигнали є надто повільними і вони виконуються без зворотного зв’язку.
Попри затримку, сенсорні зворотні сигнали можуть використовуватись моторною системою для корекції «внутрішніх моделей», які ЦНС будує про кінцівку перед виконанням руху, щоб компенсувати затримку сенсорних сигналів. Тож, яким би неповним воно не було, кодування динамічних властивостей кінцівки притаманне ЦНС, хоча як і де саме (на спинномозковому чи кортикально-мозочковому рівні) розв’язуються динамічні проблеми моторного керування, залишається темою дебатів.
Попри привабливість та пояснювальну силу гіпотези ієрархічного перетворення координат, багато нейробіологів вважають її надто спрощеною моделлю того, що насправді відбувається в моторній корі. На їх думку, моторна кора не може заздалегідь цілком і точно спланувати деталі зовнішньої та внутрішньої кінематики майбутнього руху, а потім виконати цей план, обчислюючи в реальному часі всю необхідну складну динаміку.

### Кодування параметрів руху одиничними нейронами
Для вивчення того, що кодує нейронна активність в М1, одним з перших і найбільш поширених підходів серед нейрофізіологів була реєстрація активності одиничних нейронів притомних мавп під час виконання ними різноманітних сенсорно-моторних завдань, як то рух зап’ястка, просторові досягання від однієї точки до іншої чи тримання кисті на просторових цілях за різних механічних умов. Попри складність нейронної активності в обробці інформації, подібні дослідження автоматично припускали, що характерна форма розрядів нейронів може бути пояснення на основі кореляції з певними очевидними рисами конкретної сенсорно-моторної поведінки.
Американський нейрофізіолог Едвард Евартс першим використав хронічні позаклітинні мікроелектродні реєстрації множини одиничних нейронів для вивчення природи нейронного кодування в М1 притомних мавп. Евартс навчив мавп виконувати рух випрямлення зап’ястя, щоб вивільнити кнопку дзвінка та виконувати це завдання швидко у відповідь на спалах світла. Реєструючи в процесі цих вправ електроміографічну (ЕМГ) активність згинальних/розгинальних м’язів зап’ястя та нейронну активність пірамідного шляху мавп, Евартс виявив, що розряди багатьох нейронів пірамідного шляху найбільш активно реагували під час рухів згинання/випрямляння зап’ястя на прикладене навантаження, корелюючи із змінами м’язової активності, що генерувала силу, необхідну аби рухати зап'ясток супроти навантаження: популяція нейронів пірамідного шляху генерувала пачку потенціалів дії від 50 до 80 мс перед настанням ЕМГ активності в м’язах випрямлення зап’ястя і задовго до початку випрямлення зап’ястя. Отримані результати свідчили про близький часовий зв'язок між розрядами нейронів пірамідного шляху та рухами зап’ястя, припускаючи, що активність цих нейронів, випереджаючи настання м’язового скорочення на 50 мс і більше, може спричиняти активацію моторних одиниць.
На основі цих відкриттів, Евартс припустив, що нейрони в М1 кодують величину сили (кінетику), необхідну для генерування руху, а не сам рух кінцівки (кінематику). Тому з робіт Евартса бере початок традиція у вивченні моторної системи, згідно з якою, подібно до сенсорних областей кори, нейробіологи намагались знайти нейронний код моторної кори.

### Репрезентація кінематичних параметрів руху
Нейрофізіологічні дослідження моторної кори до 1970-х рр. фокусувались головним чином на взаємозв’язку між активністю одиничних нейронів в М1 та рухом одиничних суглобів. Американський нейрофізіолог Дональд Хамфрі (Donald R. Humphrey) разом з колегами вперше показав, що відповідним чином зважена сума активності невеликої групи нейронів в моторній корі краще корелює з параметрами руху зап’ястя в ізотонічному  завданні, аніж активність одиничних нейронів. Хамфрі виявив, що якщо оптимально підібрати для кожного параметру руху зап’ястя зважені параметри одиничних нейронів, то зважені суми частот розрядів нейронів будуть збігатися з траєкторіями сили м’язів та переміщення зап’ястя. А додаючи ще більше нейронів до популяції можна було значно покращити відповідність між зваженими розрядами нейронів та механічними параметрами, оскільки кожен ненадлишковий додатковий нейрон зменшував залишкову різницю. Це було першим відкриттям механізму популяційного кодування параметрів руху моторною корою.
Перше дослідження нейронної активності в моторній корі під час завдання на досягання всією рукою було здійснене на початку 1980-х відомим американським нейрофізіологом Апостолосом Георгопулосом (англ. Apostolos P. Georgopoulos), який з колегами в серії новаторських досліджень виявив стійкий зв'язок між активністю популяції нейронів та напрямком природних рухів. 

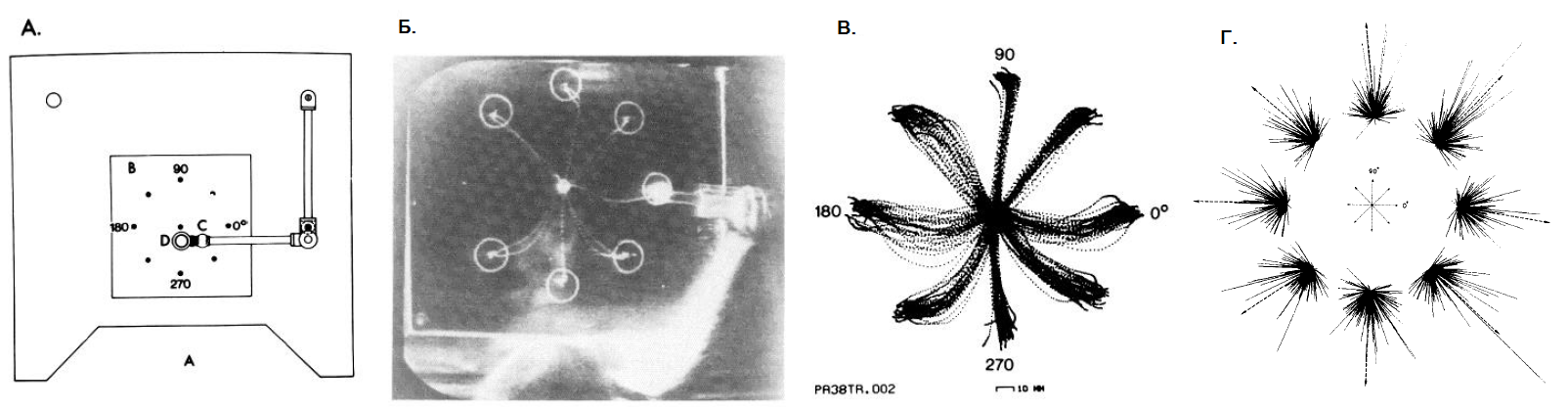
Експеримент Георгопулоса та ін. (А.) Схематичний малюнок експериментальної установки із маніпуляндумом та 8 цілями на площині. Цифри вказують градуси. (Б.) Фотографія мавпи, яка виконує експеримент, пересуваючи маніпуляндум до випадково спалахуючих світлом цілей із центру до периферій. (В.) Траєкторії 30 рухів до кожної з цілей протягом виконання завдання. (Г.) Вектори популяції (стрілки) для 8 напрямків руху в 2D просторі. Кожен кластер репрезентує направлений внесок 241 направлено налаштованих нейронів. В центрі - напрямки рухів. Вектор популяції вказує приблизно в напрямку руху

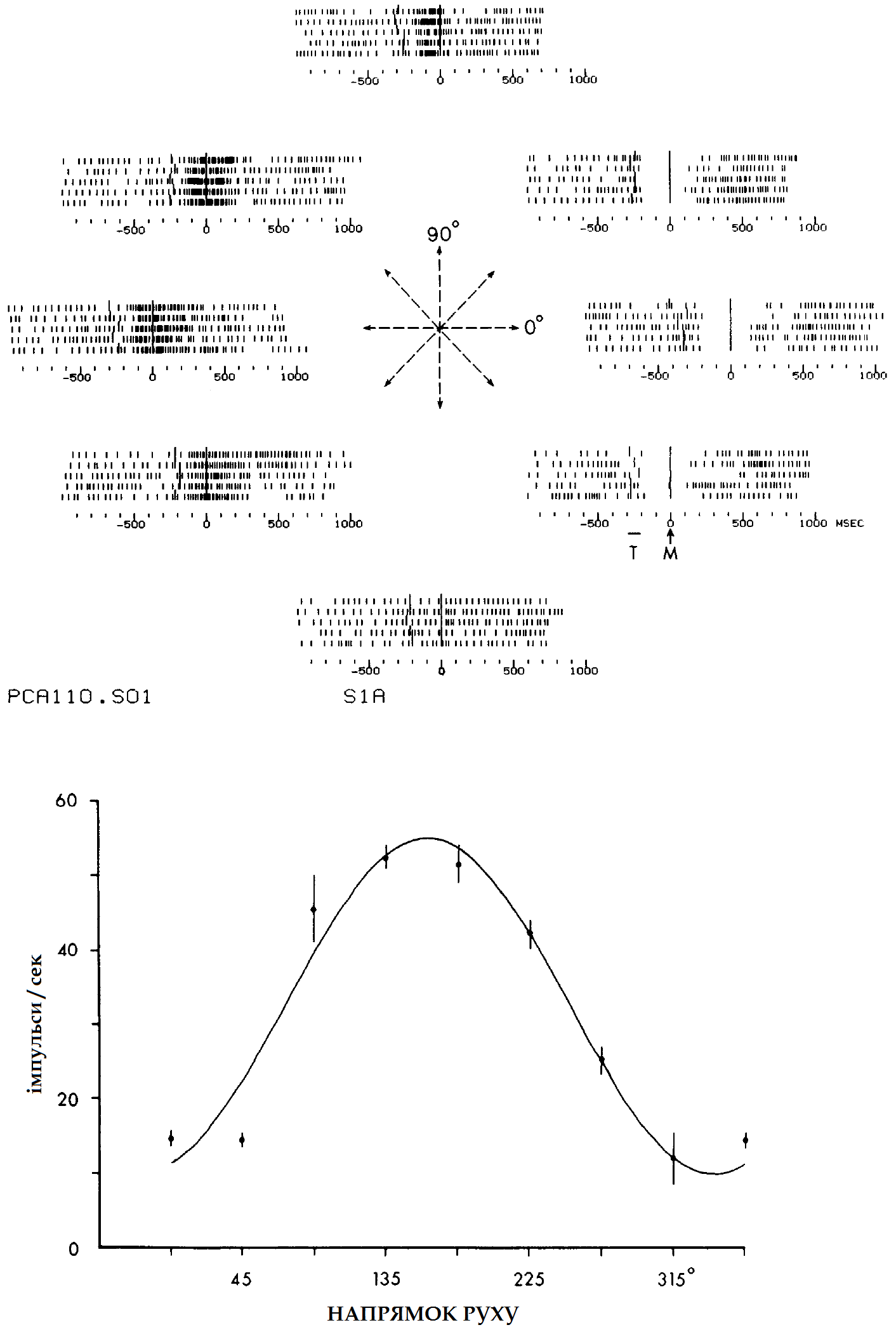
Регулярна зміна частоти розряду нейрону М1 залежно від напрямку руху.

Результати ранніх нейрофізіологічних досліджень припускали, що моторна кора керує багато-сегментними рухами досягання через поєднання рухів одиничних суглобів. Тоді як Георгопулос, - на основі поведінкових даних, що рухи досягання рукою включають добре координовані та тісно пов’язані рухи суглобів плеча та ліктя, які переміщають руху до бажаного місця в просторі, - припустив, що ЦНС керує рухами верхніх кінцівок, як пов'язаною, єдиною системою, а не як сукупністю окремих одиниць.
Отримані Георгопулосом та колегами дані дійсно свідчили, що моторна кора визначає та керує рухами досягання, як організованими, багато-сегментними рухами, підтверджуючи давнє припущення про те, що моторні команди визначають цілісні рухи руки, призначені для певних поведінкових цілей, а не деталі м’язових скорочень протягом виконання цих рухів.
Реєстрації нейронної активності в М1 протягом 2D та 3D рухів руки виявили систематичні зв'язки між частотою  розрядів нейронів та просторовими аспектами руху руки, зокрема напрямком руху в просторі. Подібно до вибіркової налаштованості одиничних нейронів в зоровій корі по відношенню до орієнтації, положення чи форми стимулу, одиничні М1 нейрони проявляли "направлену налаштованість" (англ. directional  tuning): їх активність була найвищою по відношенню до руху в конкретному напрямку (т.зв. "переважний напрямок" нейрону, англ. preferred direction) і поступово спадала в напрямках віддалених від переважних напрямків. Пік нейронного розряду протягом рухів, виконуваних в інших напрямках, описувався як функція косинуса кута  між переважним напрямком нейрону та напрямком руху.
Широка косинусна налаштованість вказувала на те, що заданий нейрон бере участь у кодуванні рухів в різних напрямках і тому рух в конкретному напрямку залучатиме активацію всієї популяції нейронів, а не одного нейрону. Георгопулос з колегами запропонували оригінальний нейронний векторний код для напрямку рухів досягання, який розглядав популяцію нейронів як ансамбль векторів. В цьому векторному коді кожен вектор репрезентував внесок направлено налаштованого нейрону; він був спрямований в переважному напрямку нейрону та зважений (тобто мав довжину) відповідно до зміни активності нейрону, пов'язаної з конкретним напрямком руху. Зважена сума векторів цих нейронних внесків формує "нейронний вектор популяції", який вказує в (чи близько до) напрямку руху досягання. Інтуїтивно, це означає, що кожен нейрон вносить до загальної популяційної активності (вектора популяції) свій «голос» за його переважний напрямок, який зміцнюється його активністю і сумується з іншими голосами. Відтак, інформація, пов'язана з рухом, однозначно кодується популяцією нейронів в М1. Саме тому вектор популяції є в основі майже всіх існуючих сьогодні нейрокомп’ютерних інтерфейсів
Нейронний вектор популяції показав, що моторні змінні руху кодувались не одиничними нейронами, як припускали ранні нейрофізіологічні дослідження, а популяцією нейронів. Крім того, дослідження Георгопулоса та колег продемонструвало, що протягом природної поведінки активність нейронів моторної кори найкраще співвідносилась з напрямком руху в просторі, що свідчило на користь кодування кінематичних параметрів руху первинною моторною корою.
Попри успішність вектора популяції у передбаченні моторної поведінки, залишалось незрозумілим, яким чином можна поєднати ці команди вищого порядку з активністю нижчого порядку - спинномозковими нейронами та м’язами, які підтримують складні багато-суглобові та координовані рефлекторні моторні реакції.
Кілька теоретичних моделей переконливо продемонстрували, що нейронна активність може передбачати напрямок руху руки, навіть якщо нейрони кодують інші параметри моторної поведінки, напр. активність м’язів чи суглобів.
Пізніше в М1 були відкриті стійкі нейронні кореляти інших кінематичних направлених та навіть ненаправлених (скалярних) параметрів, таких як: положення цілі в просторі; відстань руху; швидкість та тангенціальне прискорення протягом прямолінійного досягання та фігурних рухів; орієнтація руки, поступальна і обертальна швидкості руху руки.
Разом з тим, із удосконаленням техніки реєстрації нейронної активності та залученням сучасних статистичних методів і апарату машинного навчання, було виявлено, що одиничні М1 нейрони кодують не тільки окремі, незмінні в часі одиничні моторні параметри, а цілісну, залежну від часу траєкторію руху руки.

### Репрезентація кінетичних параметрів

#### Вплив біомеханіки та контексту на активність М1 нейронів
Відкрита Георгопулосом та його колегами направлена налаштованість є загальнопоширеною та достатньо стійкою в моторній корі, що не викликало її загальної критики серед нейробіологів, на відміну від припущення, що напрямок руху, який вимірюється в зовнішній, Декартовій системі координат, незмінно кодується в моторній корі.
Невдовзі після відкриттів Георгопулоса інваріантного коду вектора популяції, ряд дослідників виявили, що криві направленого налаштування нейронів в М1 змінюються під впливом положення кисті, постави руки та поведінкового завдання.

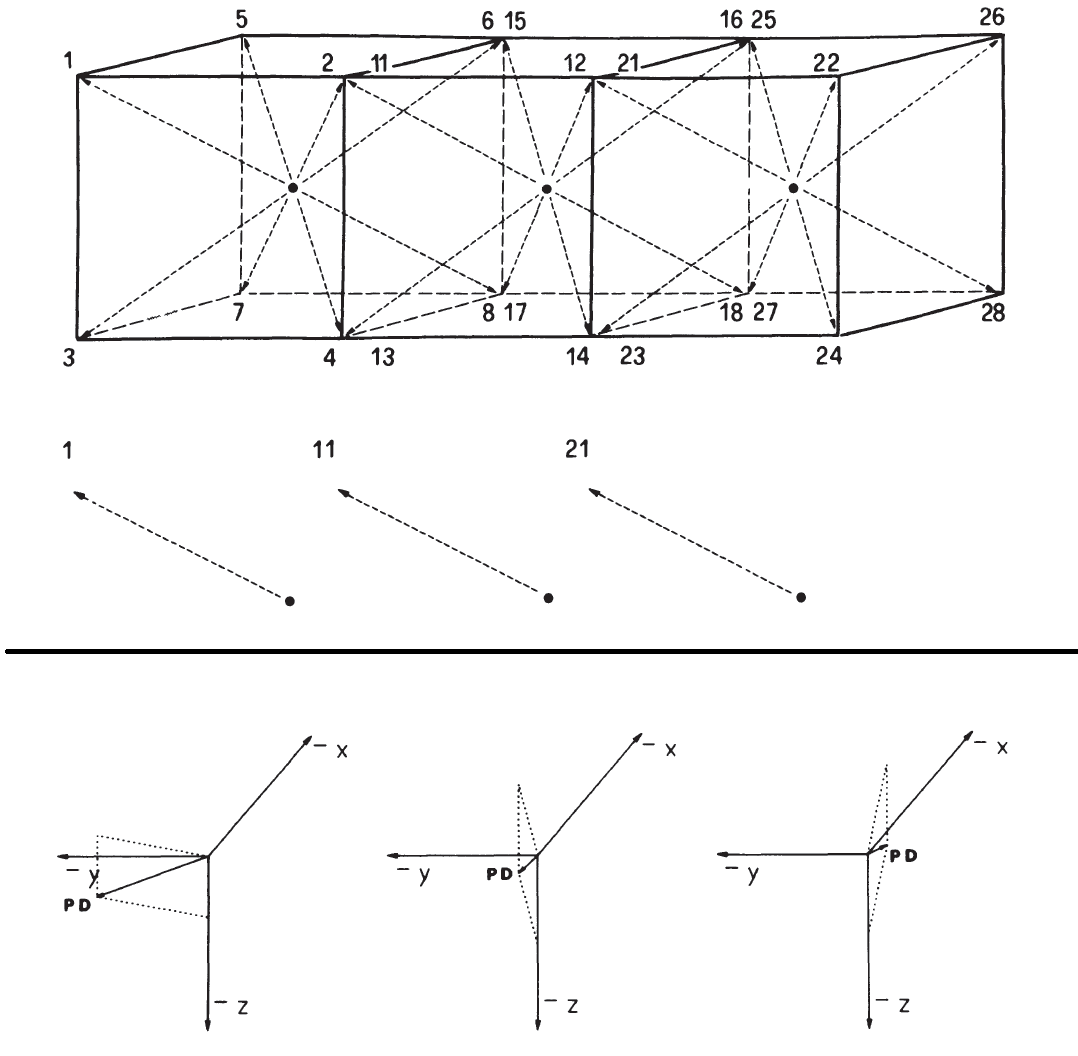
Експеримент Камініті та ін. Вгорі. Експериментальна установка та завдання. Мавпа сиділа на спеціальному стільці перед центральним кубом і виконувала серію 3-х рухів досягання в трьох напрямках операційного простору - ліворуч, поцентру і праворуч. Чорні точки вказують початок 3-х рухів в кожному кубі, де мавпа виконувала рухи з однаковою амплітудою, у 8 різних напрямках (стрілки). Числа вказують напрямки рухів. В центрі. Триплет (1-11-21) рухів з однаковим напрямком, виконуваних мавпою в операційному просторі. Внизу. Просторова орієнтація векторів, що репрезентують переважний напрямок премоторного нейрону в лівій, центральній та правій частинах простору. Помітна зміна орієнтації переважного напрямку цього нейрону.

Найбільш значні зміни направленої налаштованості були пов’язані із зміщеннями переважного напрямку в часі, що було виявлено через обчислення переважного напрямку для різних часових інтервалів протягом поведінкового завдання. Зокрема, під час навченої затримки, нейрони в дорсальній премоторній корі протягом всього завдання зміщували з часом свої переважні напрямки в середньому на 48°, то за годинниковою стрілкою, то проти годинникової стрілки. Зміщення в часі переважних напрямків були виявлені також в дослідженні нейронів в М1, при виконанні двох різних завдань  – руху в просторі та ізометричного завдання. В ізометричному завданні мавпа тиснула на фіксований маніпуляндум, щоб рухати візуальним курсором для однієї з восьми розміщених на периферії цілей. В іншому завданні той самий маніпуляндум не був фіксований, тим самим рухаючи курсор до вибраних цілей. Аналіз часових характеристик переважних напрямків виявив істотну різницю між двома завданнями: в ізометричному завданні переважні напрямки більшості нейронів в М1 залишались відносно стабільними в часі, тоді як в завданні на рух вони характеризувались значними та складними змінами в часі, як проти годинникової стрілки, так за годинниковою стрілкою та ін.
На користь кінетичної позиції моторного керування свідчив також той факт, що кінематичні змінні не можуть цілком пояснити мінливість нейронної активності в різних моторних поведінках. В експериментах, де мавпа повинна була використовувати різні конфігурації кисті для досягальних рухів до множини просторових цілей, активність багатьох одиничних нейронів в М1 (включаючи їх переважний напрямок та амплітуду кривих налаштування) змінювалась залежно від постави кисті, хоча її траєкторія в просторі була майже однаковою. Тобто, рух руки в просторі був не єдиним параметром, який кодували нейрони М1 під час цього завдання. Якби М1 нейрони кодували рухи суто в зовнішніх просторових координатах руки, то їх активність не повинна була б змінюватись під впливом змін постави руки, що скоріш вказувало на те, що нейронна активність корелювала з внутрішніми параметрами (рух суглобі та м’язова активність), які ці зміни постави обумовлювали.  В ізометричних завданнях, в яких не здійснювались ніякі рухи руки в просторі, також було виявлено систематичний вплив постави кисті на направлену налаштованість одиничних нейронів, хоча вектор популяції, побудований з активності цих нейронів, залишався відносно стійким до змін в положенні кисті.
Однак, коли в експерименті Камініті та ін. рухи до цілей в 3D просторі виконувались з різних стартових точок, навіть вектор популяції змінювався під впливом біомеханіки кінцівки. В цьому завданні мавпи робили  рухи досягання, з майже паралельними траєкторіями, в 3D просторі із центру до кутів трьох прилеглих кубічних операційних просторів. Під час таких рухів дослідникам вдалось виявити лише кілька нейронів з постійною направленою налаштованістю у всіх кубах. Втім, якби М1 нейрони кодували рухи в системі просторових координат всієї руки, від центру до кутів кожного з кубу, їх активність мала б бути однаковою в трьох кубічних просторах. Тоді як було виявлено, що переважний напрямок та амплітуда 3D функцій налаштування більшості М1 нейронів змінювалась від кубу до кубу і одиничні нейрони, які проявляли направлену налаштованість в одному з кубів, не проявляли в інших. Окрім того, в різних кубах переважні напрямки кривих налаштування популяції нейронів систематично обертались довкола вертикальної осі, що узгоджувалось із обертанням суглобу плеча довкола вертикальної осі, коли мавпа рухала руку в трьох кубічних просторах. Тобто, одиничні нейрони в М1 кодували напрямок всієї руки в 3D у системі координат з центром на плечі. Це пояснює те, чому направлені функції налаштування М1 нейронів змінювались протягом рухів досягання в різних секторах діапазону руху руки, хоча і в одному й тому ж просторовому напрямку, що було б неможливим, якби М1 нейрони кодували напрямок рухів досягання в системі координат всієї руки.

#### Кодування сили та крутного моменту
Результати класичних досліджень Евартса надали вагому підтримку гіпотезі, що моторна кора кодує внутрішні, кінетичні параметри руху. Втім, ці дослідження базувались на активності одиничних нейронів та обмежених рухах одиничних суглобів. Відтак, коли Георгопулос почав вивчати активність популяції нейронів під час рухів всією рукою у тривимірному просторі і побудував модель вектора популяції, отримані ним результати розходились із кінетичною позицію у трактуванні природи нейронного коду моторної кори і підтримували кінематичну позицію, що моторна кора репрезентує напрямок руху руки в Декартовій системі координат.

##### Експерименти Евартса

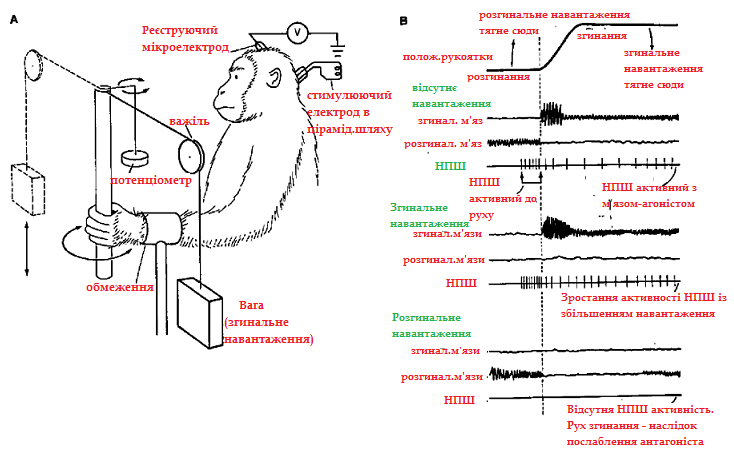
Класичний експеримент Евартса (1968), який встановив кореляцію між розрядами нейронів кортикоспінального шляху (КСШ) в М1 із напрямком сили, яку генерують м'язи, тобто, що М1 нейрони кодують кінетику руху. (А) Пристрій для реєстрації активності нейронів КСШ в М1 притомної мавпи. Цей апарат дозволяв мавпі почергово згинати та розгинати зап'ястя. Для перевірки, що реєстрований нейрон дійсно проєктувався через пірамідний шлях, кортикоспінальні волокна стимулювались через окремий вживлений електрод для генерування зворотних (антидромних) потенціалів дії, тим самим активуючи вихідні нейрони в М1. (В) Реєстрація нейрону КСШ, який збільшував активність із згинанням зап'ястя. Електроміограми згинальних/розгинальних м'язів та розряди нейрону КСШ показані під час різних навантажень. Відсутність нейронної активності під час розгинального навантаження свідчить, що нейрон кодує силу, а не переміщення в просторі.

В одному з його перших класичних досліджень, Евартс прагнув перевірити гіпотезу, що моторна кора керує рухом кінцівки і визначає її положення, незалежно від генерованої м’язами сили, потрібної для переміщення кінцівки в просторі.  Вивчаючи активність нейронів пірамідного шляху, Евартс навчив мавпу виконувати завдання повторюваного згинання-розгинання зап’ястя, тримаючи підвішену рукоятку. Система важелів та ваг прикладала силу до рукоятки, тягнучи її або для згинання, або для розгинання зап’ястя, що дозволило відокремити кінематику від кінетики. Зовнішнє навантаження викликало зміну у рівні сил та скорочення згинальних і розгинальних м'язів зап’ястя (мінлива кінетика) протягом рухів зап’ястя (постійна кінематика). Це дозволило Евартсу відокремити положення зап’ястя від сили, яку повинні були генерувати згинальний та розгинальний м’язи мавпи, щоб досягти цього положення та утримувати його. Для 26 з 31 нейронів в М1 він виявив збільшення частоти розрядів, коли додаткові навантаження були прикладені, щоб протистояти згинанню/випрямленню зап’ястя; і зменшення частоти, коли навантаження супроводжувало згинання. Частота розряду нейрону, який активізувався під час згинання зап’ястя, збільшувалась із згинальним навантаженням. Коли ж вага зміщувалась, сприяючи згинанню та протистоячи розгинанню зап’ястя, то згинання відбувалось пасивно, через розслаблення м’язів-антагоністів (розгинальних), і нейрон більше не проявляв активність. Оскільки переміщення важеля було одним і тим же протягом всього завдання, то очевидно, що зміна активності нейронів пірамідного шляху була пов’язана не із зміною положення, а із силою, необхідною, щоб досягнути цього положення зап’ястя. Відтак, Евартс припустив, що нейрони кодували напрямок та амплітуду м’язової сили, потрібної для виконання руху зап’ястя, а не переміщення чи кут зап’ястя. На користь цього свідчила і схожість патерну розрядів нейронів з електроміограмою активності первинних м’язів, які брали участь в згинанні/розгинанні зап’ястя. Крім того, Евартс також виявив, що моторна кора отримує зворотні сигнали із пропріорецепторів через тип Iа аферентних нервових волокон, які передають інформацію від м’язових веретен. Відтак, моторна кора може репрезентувати не тільки силу, але й довжину м’язів.
Подібна властивість нейронної активності в М1 була пізніше показана Евартсом для ізометричних завдань, в яких мавпи контролювали напрямок та рівень вихідних сил вздовж непорушних суглобів. Багато нейронів в М1 змінювали їх активність залежно від напрямку та рівня вихідної ізометричної сили, що вимагало змін в скорочувальній активності м'язів, але не приводило до руху.
Хоча отримані Евартсом результати свідчили, що нейрони М1 кодують кінетичні параметри, сам Евартс вказував, що навіть для відносно ізольованих рухів зап’ястя, м’язи довкола пальців, зап’ястя, ліктя та плеча активуються одночасно, що ускладнює можливість виявлення до якого конкретного м’яза чи групи м’язів винятково відноситься конкретний нейрон. В таких експериментах неможливо цілковито відокремити силу від руху, оскільки для прискорення рукоятки протягом руху потрібна зміна в силі. Докладніше вивчення частоти розряду та сили показало, що між ними нема прямого зв’язку, оскільки, напр., нейрон, який почне активізуватись, коли згинальна сила була прикладена до рукоятки, не буде проявляти активність, коли буде генерується максимальна згинальна сила, що збігається в часі з механічною зупинкою рукоятки. І хоча нейронна активність моторної кори була обумовлена статичною силою, вона також реагувала на інші параметри, як частоту зміни сили (dF/dt).
Використовуючи експериментальний підхід, схожий на підхід Евартса, пізніші дослідження підтвердили та розширили уявлення про зв'язок між нейронною активністю моторної кори та статичною силою. Хоча кількісне співвідношення нейронів моторної кори пов’язаних з статичною силою, в різних дослідження суттєво варіювалась. Деякі дослідники навіть знаходили лишень 20-25% таких нейронів, але частіше вони були в діапазоні 40-50%. Особливо багато нейронів, пов’язаних з силою, було виявлено в пірамідному шляху та серед кортико-мотонейронних клітин. Це свідчило про те, що статичні сили є важливим, але не єдиним параметром, який кодують нейрони в М1. Тому в 1970-х рр. ідея, що активність одиничних нейронів моторної кори одночасно може кодувати кілька моторних параметрів була досить поширеною серед нейрофізіологів, але згодом її замінило переконання, запозичене із вивчення сенсорних областей, що нейрони М1 кодують один конкретний параметр, інваріантний протягом руху кінцівки.
Вивчаючи кодування нейронами М1 параметрів сили, Евартс з колегами виявили, що деякі нейрони (повільні нейрони пірамідного шляху) реагують на весь діапазон сил, які дослідники тестували, тоді які інші нейрони (швидкі нейрони пірамідного шляху) кодували значно вужчий діапазон сил Крім того, дослідники виявили збільшення активності в М1 протягом генерації малої сили. В ізометричному завданні, коли мавпа пальцями схоплювала маніпуляндум, було виявлено феномен модуляції активності багатьох М1 нейронів при низьких рівнях сили, коли швидкі нейрони пірамідного шляху проявляли значні зміни в частоті розрядів при низьких силах  Втім при високих рівнях сили, відносно мало М1 нейронів проявляли активність, на відміну від поведінки в спинному мозку, де серед мотонейронного пулу великі, пізніше залучені мотонейрони активуються під час генерації великих рівнів сили. На думку Евартса цей феномен свідчив про те, що вихідні сигнали М1 є особливо важливими для контролю активності тих мотонейронів, що першими залучаються корою під час точних, делікатних рухів.
Дані Евартса та колег були отримані на основі дослідження активності нейронів пірамідного шляху, які втім можуть збуджувати не тільки м’язи безпосередньо через мотонейрони, але й інтернейрони спинного мозку. Для того, щоб виявити безпосередній зв'язок нейронної активності з м’язами та силою, яку вони генерують, потрібно було дослідити активність кортикомотонейронів (КМ), які проявляють постспайкове підсилення  випрямленої електроміографічної активності. В новаторському дослідженні, Пол Чейні і Еберхард Фетц вивчали відношення між генерацією сили КМ нейронами та повторюваним, стереотипним завданням згинання/випрямляння зап’ястя. Мавпи здійснювали або ауксотонічний рух зап’ястя (коли зап’ястя рухалось проти навантаження, що потребувало генерації активного крутного моменту, пропорційного переміщенню зап’ястя), або ізометричний, коли генерувався крутний момент без переміщення зап’ястя. Реєструючи КМ нейрони, дослідники виявили, що вони активізуються протягом генерації статичного крутного моменту в переважному напрямку нейрону і виділили чотири категорії їх розрядів, дві з яких (фазові) активізувались значно раніше (-71 та -63 мс) від інших (тонічних) (+5 та +101 мс). Збільшення активності КМ нейронів для збільшення крутного моменту було схожим, як для ізометричних, так і для ауксотонічних завдань, що свідчило про те, що КМ нейрони були більш пов’язані з траєкторією крутного моменту, ніж з переміщенням зап’ястя. В цілому, коли крутний момент збільшувався, то нейрони КМ збільшували частоту розрядів, а не залучали нові нейрони для вищих рівнів крутного моменту.

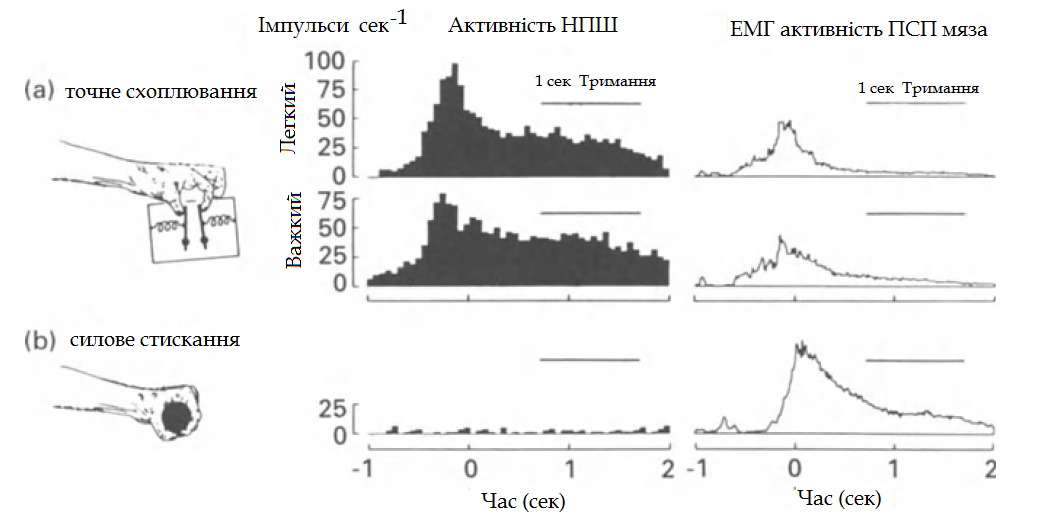
Активність нейронів пірамідного шляху протягом завдань точного та силового схоплювання.

Однією з ключових рис кисті примат є здатність контролювати силу для точного схоплення (англ. precision grip) об’єкту. Будучи біомеханічно складним завданням, воно потребує залучення багатьох різних внутрішніх та зовнішніх м’язів кисті. Проте в дослідженні, в якому мавпи виконували ізометричне завдання точного схоплювання, і 62% КМ нейронів із 330 змінювали частоту розрядів під впливом сили, нейрофізіологи неочікувано виявили негативну кореляцію багатьох цих нейронів із силою: збільшення сили схоплення призводило до зменшення частоти розрядів нейронів. Як виявив згодом аналіз «полів м’язів» (група м’язи, які збуджувались заданим нейроном) вже меншої кількості нейронів КМ, багато з тих нейронів, що проявляли значну позитивну кореляцію з силою, мали невеликі поля м’язів (від одного до трьох м’язів, які вони збуджували), тоді як нейрони з більшими полями м'язів, мали слабку або взагалі відсутню кореляцію, припускаючи, що точний рівень сили схоплювання краще кодувався нейронами з більш сфокусованими м’язовими цілями. З іншого боку, такі «негативні нейрони» можуть бути важливими для контрольованого ослаблення сили: збільшуючи їх активність тоді, коли більшість позитивно корельованих із силою нейронів свою зменшують, такі нейрони можуть забезпечувати чутливіший контроль сили протягом вивільнення об’єктів із схоплення.

##### Кодування одночасно кінетичних та кінематичних параметрів
Сила є векторною величиною, що характеризується напрямком та довжиною (модулем). Активність нейронів, яка змінюється разом із кінетичними параметрами, часто проявляють нелінійну кореляцію із вихідним вектором сили. Так, багато нейронів корелюють сильніше із напрямком вектора сили, аніж з довжиною сили, кореляція з якою є монотонною при низьких рівнях сили, інтенсивна на проміжному рівні і ніколи більше не збільшується, навіть коли суб’єкт прикладає поступово більші рівні сили. А деякі нейрони, включаючи кортико-мотонейрони, навіть характеризуються парадоксальним зменшенням активності із збільшенням величини сили.
Завдання, які пов’язані з рухом всієї руки, дозволили по-новому підійти до вивчення репрезентації М1 нейронами кінетичних параметрів. Аспірант і колега Георгопулоса, Джон Каласка (John F. Kalaska) спробував поєднати модель вектора популяції з уявленнями, що нейронна активність корелює з м’язовою силою. Він припустив, що вектор популяції може насправді кодувати кінетичний параметр, зокрема напрямок сили. В експерименті на досягання мавпою в горизонтальній площині, тримаючи рукоятку і компенсуючи прикладуване до неї статичне навантаження, Каласка з колегами виявив, що активність багатьох нейронів в каудальній області М1 була дуже подібною на м’язову активність Зміни частоти розрядів нейронів були неперервними та залежали, як від рухів досягання в просторі, так і від прикладеного зовнішнього навантаження. Напрямок найбільшого впливу сили зазвичай є протилежним до переважного напрямку заданого нейрону, припускаючи, що розряд нейронів відображав силу, необхідну для руху кінцівки, а не напрямок її руху.
На рівні популяції нейронів, Каласка та ін. виявили, що напрямок та довжина вектора популяції систематично змінювались протягом рухів досягання проти зовнішніх навантажень в різних напрямках. Це свідчило, що нейронна активність була одночасно налаштована і на напрямок статичного навантаження, і на напрямок руху руки в горизонтальній площині. Хоча переважні напрямки для руху та статичного навантаження знаходились, в середньому, на віддалі 180°, між двома напрямками був широкий розподіл в кутовій різниці, що свідчило про те, що активність кожного нейрону повинна була кодувати не один параметр, а два – напрямок навантаження та кінематику руху.

##### Протиріччя між кінематичною та кінетичною позиціями
Труднощі отриманих Каласкою та ін. результатів полягали в тому, що косинусна налаштованість на кінематичний параметр (напрямок руху) зазвичай не узгоджується із косинусною налаштованістю кінетичного параметру (напрямок сили), оскільки різниця між силою та рухом є нелінійною функцією напрямку сили. Крім того, вектор популяції не змінює напрямок з часом, тоді як сила змінює напрямок, коли рухи уповільнюються.
ручи до уваги попередні неоднозначні результати щодо кодування сили М1 нейронами та їх протиріччя з направленою налаштованістю, Георгопулос з колегами спробував вирішити протиріччя в новому експерименті з ізометричним завданням, оскільки це єдиний тип завдань, де силу можна відокремити від переміщення. В цьому завданні мавпи генерували стаціонарні сили та імпульси сили на ізометричний маніпуляндум. І хоча їх кінцівка не рухалась, нейрони моторної кори проявляли схожу направлену налаштованість коли рука прикладала силу без руху, як і тоді, коли рука рухалась в просторі. Вектор популяції, побудований на основі активності популяції нейронів, краще відображав напрямок динамічної (зростаючої) сили, аніж прикладуваної мавпою сили. І хоча Георгопулос визнавав, що механічні фактори та ЕМГ м’язової активності досить різняться в ізометричних завданнях та під час руху, нейронна активність М1, яка лежить в їх основі, на його думку була дуже схожою і могла бути пов’язана з абстрактною репрезентацією просторової траєкторії.
Крім того, в цьому експерименті Георгопулос та ін. виявили, що нейронна активність в М1 істотно відрізнялась від ЕМГ активності м’язів, які генерували імпульси сили: прикладання стаціонарної сили раніше від імпульсів сили значно сильніше змінювало м'язову активність, ніж частоту розрядів М1 нейронів. Це було одним із ключових свідчень того, що нейрони М1 істотно відрізняються від спинномозкових мотонейронів, а сигнал від популяції М1 нейронів значно відмінний від тих сигналів, які відсилають мотонейрони до м'язів.
На основі результатів всіх цих досліджень з рухами одиничних суглобів було переконливо показано, що активність багатьох М1 нейронів дійсно змінюється разом з кінетичними моторними параметрами та кодує напрямок та величину сили і крутний момент. Однак навіть ці дослідження виявили значну частину М1 нейронів, що більше корелювали з кінематичними параметрами, аніж з кінетичними. Ця різнорідність нейронної репрезентації в М1 була яскраво показана в дослідженні, де мавпи були навчені виконувати повторювану послідовність рухів згинання-розгинання зап’ястя – або проти навантажень згинання/розгинання, або ж без протистояння зовнішньому навантаженню. Реєстрація активності нейронів М1 під час цього завдання показало, як і інші подібні дослідження, що розряди багатьох з них систематично змінювались разом із змінами в м’язовій активності, потрібній для виконання рухів та тримання зап’ястя в статичній поставі, щоб протистояти навантаженням. Однак, активність приблизно такої ж кількості нейронів реагувала на поточні статичні постави та напрямки рухів, незалежно від сил чи м’язової активності, які мавпи мали прикласти. Ще інша значна популяція М1 нейронів кодувала очікуваний напрямок наступного руху, а не на рух, поставу зап’ястя чи силу.
Для того, щоб усунути двозначність результатів попередніх досліджень щодо кодування М1 нейронами напрямку/амплітуди сили чи напрямку руху руки, нейрофізіологи на чолі з Едвардом Шмідтом (Edward M. Schmidt) в 1970-х модифікували експериментальний підхід Евартса, замінивши систему ваги та важеля на електрично контрольований рухаючий момент, який безперервно змінював навантаження рукоятки, якою мавпа рухала. Крутний момент був налаштований таким чином, щоб опиратись руху подібно до пружини – генерував силу, пропорційну до переміщення, опираючись або згинанню, або розгинанню кисті. Рух був поділений на три частини: початкове тримання, перехідний період та кінцева фаза тримання. Аналізуючи дані реєстрації активності 62 із 103 пов’язаних із завданням одиничних нейронів М1, Шмідт та колеги виявили, що майже всі нейрони (за винятком одного) активізувались під час перехідної фази руху, коли навантаження було перенесене з однієї групи м’язів до їх антагоністів і напрямок сил, які чинили опір, був обернений. І хоча частота розрядів нейронів збільшувалась в цій фазі більше ніж на 400%, величина їх розрядів не була пов’язана з величиною сили, яка генерувалась під час перехідної фази фіксації постави. Тому вчені зробити висновок, що «моторна кора залучена у визначення м’язів, які мають активуватись для заданого руху, а не [у визначення] рівня сили, яку ці м’язи повинні згенерувати».
В цілому, дослідження нейронної активності у завданнях з одиничними суглобами показали, що кінетика має сильний вплив на розряди багатьох, але не всіх М1 нейронів. Також з цих досліджень стало очевидним, що М1 активність не має простої лінійної репрезентації вихідної кінетики протягом завдань з одиничним суглобом.

## Проблема корельованих параметрів
Подібно до досліджень сенсорних систем, нейронауковці, які вивчають моторне керування, протягом останніх 50 років намагаються знайти параметри, які відображаються в нейронних розрядах первинної моторної кори, щоб зрозуміти природу її нейронного коду. За цей час дослідники виявили, що нейронна активність в М1 корелює з майже всіма моторними параметрами, які вивчались: з силою, напрямком руху руки, положенням кінцівки, її швидкістю, прискоренням, з відстанню руху, просторовим положенням цілі, м’язовою активацією та крутними моментами суглобів. Таке різноманіття моторних параметрів, з якими корелює М1 активність, пояснює те, чому серед нейронауковців донині нема консенсусу щодо функцій і параметричного нейронного коду моторної кори, на відміну від існування такого консенсусу щодо зорової чи слухової кори.
Ключовою проблемою для пояснення нейронної активності в М1 є міцна статистична залежність між різними типами моторних параметрів під час руху кінцівки. Характерні властивості анатомії, скелетно-м'язової  біомеханіки та ньютонівські закони руху, які пов’язують величину сили з прискоренням, приводять до того, що навіть найпростіший рух створюватиме кореляції між різними моторними параметрами (швидкістю руху, м’язовою активністю, механікою кінцівки).
До прикладу, швидкість і напрямок руху руки також включатиме конкретну комбінацію обертань ліктя і плеча; наявність взаємодіючих крутних моментів між ними; напрямок та довжину м’язових скорочень і сил, які вони генерують; обмежену палітру траєкторій через геометрію суглобів. В силу кореляційної природи більшості нейронних реєстрацій, будь-яка виявлена кореляція між нейронними розрядами та певним моторним параметром неминуче включатиме його кореляцію з іншими параметрами, ускладнюючи однозначний висновок щодо параметру, який кодує нейронна активність. Навіть в дослідженнях, в яких було ретельно відокремлено різні параметри, нейронна активність коваріювала з багатьма параметрами.
При вивченні сенсорних систем, ці проблеми статистичної залежності можна подолати чи мінімізувати, оскільки нейрофізіолог має цілковитий контроль над сенсорним стимулом і може відокремити різні змінні, які присутні в природних стимулах, тим самим виявивши зв'язок між нейронною активністю та конкретним сенсорним параметром. Тоді як в експериментах з моторним керуванням, дослідник може тільки супроводжувати чи накладати обмеження на рухи, які знаходяться під контролем суб’єкта експерименту. Почасти саме через ці кореляції досі нема однозначних даних щодо того, в якій саме системі координат первинна моторна кора кодує рухи верхніх кінцівок і чи взагалі М1 діє в єдиній системі координат.
Вперше на проблему кореляцій моторних параметрів і нейронного коду в М1 вказав Томас Тач (W. Thomas Thach) в 1978 р., вивчаючи нейронну активність моторної кори та мозочка. Він виявив, що багато нейронів в М1 найкраще корелювали з м’язовою силою, також багато корелювало з положенням суглобів, і так само багато з напрямком руху. Тач зробив висновок, який красномовно описує всі подальші спроби нейронауковців знайти нейронні кореляти якогось одного моторного параметру: «Підсумовуючи ці, скоріш вражаючі результати щодо типів розрядів нейронів в моторній корі протягом завдання тримання, - всі типи нейронів, які ми шукали, були знайдені, майже в однаковій кількості».
Однак, після того, як Какеї та ін. відкрили дві групи нейронів в М1 (див. Кодування м'язової активності моторною корою), одні з яких кодують м’язову активацію, інші – напрямок руху, логічно припустити, що моторна кора містить різні групи нейронів, кожен з яких кодує різні моторні параметри руху. Втім, як показав експеримент Тача, незначна зміна умов під час завдання може змінити параметр, з яким найкраще корелював заданий нейрон. Він виявив, що нейрон, який проявляв кореляцію з м’язовою активністю під час завдання з зовнішнім навантаженням, більше корелював з положенням суглобу, коли навантаження було зняте. Тобто, один і той самий нейрон, якщо дивитись на його активність з точки зору параметричного нейронного коду, може кодувати різні параметри за різних поведінкових умов, що однак суперечить даним нейрофізіології. Тоді, можливо, така складна нейронна активність, виявлена Тачем, свідчить про те, що в моторній корі може відбуватись щось інше, аніж кодування конкретних параметрів руху.І те, що активність нейрону корелює з деяким моторним параметром не означає, що він репрезентує цей конкретний параметр чи керує ним під час руху.
На існування протиріччя в даних щодо параметричного нейронного коду в М1 має також вплив кілька експериментальних упереджень експериментаторів. Одне упередження обумовлене завданням: дослідник вчить тварину виконувати деяке поведінкове завдання, створене спеціально аби перевірити його гіпотезу щодо кодування в М1 певного моторного параметру і нейронна активність, яка з ним корелює, тлумачиться по відношенню до цього завдання.
Ще більш вагомим є Селективне упередження: серед М1 нейронів вибирається група нейронів, яка краще корелює із заданим поведінковим завданням і лише вона аналізується по відношенню до конкретного параметру. Оскільки нейрони в М1, як і в інших областях кори, проявляють незліченну множину реакцій, то дослідник завжди може знайти нейрони, пов’язані з його гіпотезою і які знаходяться в простому корелятивному відношенні з даним моторним параметром. Втім, в таких дослідженнях часто зустрічаються нейрони, і інколи їх є більше, які активізуються під час завдання, але в такий складний спосіб, що відкидаються дослідником як незрозумілі чи парадоксальні. Також селективне упередження відкидає нейрони, які взагалі не проявляють активності під час цього завдання. Ігнорування дослідником цих нейронів із складною та незрозумілою активністю може породити хибне уявлення про реальні нейронні механізми, які мають місце під час виконання заданого завдання.
Зважаючи на майже столітню спробу зрозуміти функціональну роль моторної кори і накопичені суперечливі дані, ряд дослідників запропонували змінити усталене уявлення на моторну кору, як параметричний контролер. Така зміна парадигми у підході до трактування моторної кори характеризується наступними пропозиціями щодо можливих нових шляхів вивчення моторного керування:
1. Продовжувати розвивати експериментальні підходи та аналітичні техніки для усунення кореляцій між моторними параметрами під час виконання поведінкового завдання, щоб виявити існування чи не-існування єдиної системи координат чи нейронного коду, який притаманний М1. Багато досліджень М1 не намагались застосувати відповідні міри для роз’єднання різних класів моторних параметрів, що приводило до протиріччя в отриманих ними результатах.[64] Однак цей підхід не враховує те, що для встановлення причинної ролі М1 нейронів у керуванні моторними параметрами не достатньо реєструвати тільки нейрони, активні під час заданого завдання. Потрібно також знати зв’язки між самими нейронами, які реєструються, та іншими, не реєструємими нейронами, щоб розуміти як нейронна активність формує моторну поведінку.[129]
2. Слід відмовитись від пошуку якогось конкретного моторного параметру, який репрезентується моторною корою і не вивчати її нейронну активність за аналогією з сенсорними системами, шукаючи нейронний код між стимулами та нейронною активністю. Е.Фетц ще в 1992 році зауважив, що «пошук нейронного коду в моторній корі може відволікати нас від розпізнання роботи радикально інших нейронних механізмів сенсорно-моторного керування, які функціонують без чітких репрезентацій якихось параметрів».[129] На його думку, параметри руху не повинні явно кодуватись активністю одиничних нейронів, оскільки рух є наслідком взаємодії між багатьма популяціями взаємодіючих нейронів, які можуть генерувати моторну команду без необхідності одиничного нейрону корелювати з кінцевим моторним параметром. Активність нейрону визначається не потребою кодувати якийсь конкретний параметр, а зв’язками з рештою нейронів і саме ці взаємодії в нейронній мережі формують внесок нейрону у моторну команду та формування моторної поведінки. Тоді стає зрозумілим різноманіття складним патернів нейронних розрядів в М1, оскільки до неї проєктується величезна кількість кортикальних та субкортикальних нейронних мереж і сама М1 проєктується на мозковий стовбур та спинний мозок, відповідно модулюючи кінцеву моторну команду. Експериментальні дослідження переконливо показали, що на основі історії спайків  невеликої групи нейронів можна передбачити спайк одиничного нейрону в моторній корі, незалежно від моторних параметрів.[215]
3. Необхідно відмовитись від спроб ідентифікувати систему координат в якій оперує М1 і припинити трактувати її нейронну активність в термінах робототехніки [211] та теорії оптимального контролю [216], прагнучи виділити механізми явного сенсорно-моторного перетворення координат. Варто повернутись до біологічного трактування функції моторної кори, як системи, чиє завдання полягає в генеруванні рухів, а не в їх описові.[217] Тоді вивчення моторної поведінки та її нейронних корелятів полягатиме не в пошуку явного нейронного коду, а в дослідженні того, як моторна кора генерує складні вправні довільні рухи із мінливої нейронної активності. В цій перспективі моторна кора постає не як шифрувальник, а як генератор впорядкованих патернів, що функціонує подібно до генератора ритмічних патернів в спинному мозку.[218]

### Книги
- Цимбалюк В., Медведєв В., Сенчик Ю. (2013). Ce.re.bellum, або мозочок. Нова Книга. Архів оригіналу за 10 Червня 2016. Процитовано 23 Травня 2016.
- Шевчук В.Г., ред. (2015). Фізіологія. Підручник для ВНЗ (вид. 2). Нова Книга. Архів оригіналу за 10 Червня 2016. Процитовано 23 Травня 2016. Розділ 4.
- Головацький А. С., Черкасов В. Г. та ін., ред. (2015). Анатомія людини. Т. 2 (вид. 3). Нова Книга. с. 238—333. Архів оригіналу за 10 Червня 2016. Процитовано 23 Травня 2016. {{cite book}}: Явне використання «та ін.» у: |editor= (довідка)
- Бернштейн Николай Александрович (1990). Физиология движений и активность. Наука.
- Zatsiorsky Vladimir M. (1990). Kinetics of Human Motion. Human Kinetics. с. 653. ISBN 9780736037785.
- McMahon Thomas A. (1984). Muscles, Reflexes, and Locomotion. Princeton University Press. с. 331. ISBN 9780691023762.
- Rothwell John C. (1994). Control of Human Voluntary Movement. Chapman & Hall. с. 520. ISBN 9781468476880.
- Robert Porter and Roger Lemon (1993). Corticospinal function and voluntary movement. Clarendon Press. ISBN 9780-19857-745-4.
- Shadmehr Reza & Wise Steven P. (2005). The Computational Neurobiology of Reaching and Pointing: A Foundation for Motor Learning. MIT Press. с. 575. ISBN 9780262195089. Архів оригіналу за 3 Березня 2016. Процитовано 17 Лютого 2016.
- Latash  Mark L. (2012). Fundamentals of Motor Control. Academic Press. с. 364. ISBN 9780123914125.
- Riehle Alexa & Vaadia Eilon, ред. (2004). Motor Cortex in Voluntary Movements: A Distributed System for Distributed Functions. CRC Press. ISBN 9780203503584.
- Burdet E., Franklin D.W. & Milner T.E. (2013). Human Robotics: Neuromechanics and Motor Control. MIT Press. с. 277. ISBN 9780262019538. Архів оригіналу за 16 Лютого 2016. Процитовано 10 Лютого 2016.
- Graziano Michael (2008). The Intelligent Movement Machine: An Ethological Perspective on the Primate Motor System. ISBN 9780199716791. Архів оригіналу за 10 Червня 2016. Процитовано 23 Травня 2016.
- Albert Gollhofer, Wolfgang Taube, Jens Bo Nielsen, ред. (2013). Routledge Handbook of Motor Control and Motor Learning. Routledge. ISBN 9781136477935. Архів оригіналу за 10 Червня 2016. Процитовано 23 Травня 2016.
- Winter  David A. (2009). Biomechanics and Motor Control of Human Movement (вид. 4). John Wiley & Sons. ISBN 9780470398180. Архів оригіналу за 10 Червня 2016. Процитовано 23 Травня 2016.
- Latash Mark L., Zatsiorsky  Vladimir (2015). Biomechanics and Motor Control: Defining Central Concepts. Academic Press. ISBN 9780128005194. Архів оригіналу за 10 Червня 2016. Процитовано 23 Травня 2016.
- Feldman Anatol G . (2015). Referent control of action and perception: Challenging conventional theories in behavioral neuroscience. Springer. ISBN 9781493927364. Архів оригіналу за 10 Червня 2016. Процитовано 23 Травня 2016.
- Rosenbaum David A. (2014). Human Motor Control. Elsevier. ISBN 9780080571089. Архів оригіналу за 10 Червня 2016. Процитовано 23 Травня 2016.
- Joseph Hamill, Kathleen Knutzen, Timothy R. Derrick (2014). Biomechanical Basis of Human Movement. Lippincott Williams & Wilkins. ISBN 9781451177305. Архів оригіналу за 10 Червня 2016. Процитовано 23 Травня 2016.
- Valero-Cuevas Francisco J. (2015). Fundamentals of Neuromechanics. Springer. ISBN 9781447167471. Архів оригіналу за 10 Червня 2016. Процитовано 23 Травня 2016.

### Оглядові статті
- Hildreth, Ellen C.; Hollerbach, John M. (1987). Artificial Intelligence: Computational Approach to Vision and Motor Control. У Plum F. (ред.). Handbook of Physiology. Scetion I: The Nervous System, Volume V: Higher Functions of the Brain, Part II. American Physiological Society. с. 605—642. doi:10.1002/cphy.cp010515. ISBN 9780683069006. Архів оригіналу за 3 Травня 2016. Процитовано 25 Березня 2016.
- Hogan, Neville (1988). Planning and execution of multijoint movements. Canadian Journal of Physiology and Pharmacology. 66 (4): 508—517. doi:10.1139/y88-080. ISSN 0008-4212.
- Georgopoulos, A P (1986). On Reaching. Annual Review of Neuroscience. 9 (1): 147—170. doi:10.1146/annurev.ne.09.030186.001051. ISSN 0147-006X.
- Ashe James (1997). Force and the motor cortex. Behavioural Brain Research. 87 (2): 255—269. doi:10.1016/S0166-4328(97)00752-3. ISSN 0166-4328.
- Ghez, C; Hening, W; Gordon, J (1991). Organization of voluntary movement. Current Opinion in Neurobiology. 1 (4): 664—671. doi:10.1016/S0959-4388(05)80046-7. ISSN 0959-4388.
- Kalaska John F., Scott Stephen H., Cisek Paul and Sergio Lauren E. (1997). Cortical control of reaching movements. Current Opinion in Neurobiology. 7 (6): 849—859. doi:10.1016/S0959-4388(97)80146-8. ISSN 0959-4388.
- Sabes, P (2000). The planning and control of reaching movements. Current Opinion in Neurobiology. 10 (6): 740—746. doi:10.1016/S0959-4388(00)00149-5. ISSN 0959-4388.
- Flash, Tamar; Sejnowski, Terrence J (2001). Computational approaches to motor control. Current Opinion in Neurobiology. 11 (6): 655—662. doi:10.1016/S0959-4388(01)00265-3. ISSN 0959-4388.
- Scott, Stephen H (2003). The role of primary motor cortex in goal-directed movements: insights from neurophysiological studies on non-human primates. Current Opinion in Neurobiology. 13 (6): 671—677. doi:10.1016/j.conb.2003.10.012. ISSN 0959-4388.
- Schieber, M. H. (2000). New Views of the Primary Motor Cortex. The Neuroscientist. 6 (5): 380—389. doi:10.1177/107385840000600512. ISSN 1073-8584.
- Graziano, Michael (2006). The organization of behavioral repertoire in motor cortex. Annual Review of Neuroscience. 29 (1): 105—134. doi:10.1146/annurev.neuro.29.051605.112924. ISSN 0147-006X.
- Schaal, Stefan; Schweighofer, Nicolas (2005). Computational motor control in humans and robots. Current Opinion in Neurobiology. 15 (6): 675—682. doi:10.1016/j.conb.2005.10.009. ISSN 0959-4388.
- Franklin, David W.; Wolpert, Daniel M. (2011). Computational Mechanisms of Sensorimotor Control. Neuron. 72 (3): 425—442. doi:10.1016/j.neuron.2011.10.006. ISSN 0896-6273.
- Flash, Tamar; Meirovitch, Yaron; Barliya, Avi (2013). Models of human movement: Trajectory planning and inverse kinematics studies. Robotics and Autonomous Systems. 61 (4): 330—339. doi:10.1016/j.robot.2012.09.020. ISSN 0921-8890.
- Churchland Mark M. & Cunningham John P. (2014). A Dynamical Basis Set for Generating Reaches. Cold Spring Harbor Symposia on Quantitative Biology. 79: 67—80. doi:10.1101/sqb.2014.79.024703. ISSN 0091-7451.
- Graziano, Michael S.A. (2016). Ethological Action Maps: A Paradigm Shift for the Motor Cortex. Trends in Cognitive Sciences. 20 (2): 121—132. doi:10.1016/j.tics.2015.10.008. ISSN 1364-6613.
- Schwartz, Andrew B. (2016). Movement: How the Brain Communicates with the World. Cell. 164 (6): 1122—1135. doi:10.1016/j.cell.2016.02.038. ISSN 0092-8674.